# Wereldkampioenschap wegrace 1977
Het wereldkampioenschap wegrace seizoen 1977 was het 29e in de geschiedenis van het door de FIM georganiseerde wereldkampioenschap wegrace.

## Algemeen
FIM
- Al in augustus 1976 maakte de FIM nieuwe regels voor de puntentelling van 1977 bekend: Het seizoen zou per klasse in tweeën gedeeld worden. In elke seizoenshelft zouden dan de twee of drie beste resultaten meetellen voor het kampioenschap. Daardoor konden de wereldkampioenen niet vroegtijdig bekend worden en werden coureurs gedwongen aan de WK-wedstrijden te blijven deelnemen tot het einde van het seizoen. Toch zaten hier wel haken en ogen aan: Wie immers in de eerste seizoenshelft zijn twee of drie overwinningen binnen had gehaald, hoefde nu pas na de zomer weer in het WK in actie te komen en kon zodoende alsnog een aantal wedstrijden laten schieten. Tijdens het najaarscongres van 1976 besloot de FIM dat de puntentelling vanaf 1977 toch werd veranderd: voortaan telden alle wedstrijden. Verder mochten landen die door eigen wetgeving geen races konden organiseren (zoals Zwitserland) nu hun eigen Grand Prix in een ander land houden, terwijl andere landen twee GP's mochten organiseren als ze minstens 2500 km uit elkaar lagen (zoals in de Verenigde Staten de circuits van Daytona en Laguna Seca). De Formule 750 werd een officieel wereldkampioenschap. Ook het probleem van het al dan niet toestaan van slicks werd eenvoudig opgelost: eigen keuze en verantwoordelijkheid van de coureur. Er kwam eindelijk een soort "gradinglist", die de organisatoren per klasse 15 namen gaf van coureurs die gecontracteerd moesten worden, en de organisatie daarnaast de keuze liet 21 andere coureurs op de deelnemerslijst te zetten, mits de top vijf van de lopende competitie daar bij hoorden (het was immers mogelijk dat een opkomend talent nog niet op de lijst stond, maar wel goed presteerde).
- Helmenfabrikant AGV sponsorde het voertuig dat nodig was om een mobiel hospitaal te herbergen. Dit werd ingericht door dr. Claudio Costa met geld van diverse Europese leveranciers van medische hulpmiddelen.

Merken/Teams
- Was het team van Bultaco (met de Nederlandse constructeurs Jan Thiel en Martin Mijwaart) in 1976 niet klaar voor het begin van het seizoen, de geschiedenis herhaalde zich in 1977. Ángel Nieto accepteerde een aanbod van de Venezolaanse importeur Venemotos om in de 250cc-klasse met een Yamaha te starten zodat hij niet alleen voor de 125cc-race naar Venezuela hoefde te reizen. Pas in de vijfde GP in Spanje werd er met de nieuwe 50cc-machine getraind, maar in de wedstrijd koos Nieto toch voor de 1976-versie (en won).
- Het 500cc-Team Roberto Gallina dreigde met gerechtelijke stappen toen Marco Lucchinelli overstapte naar het Team Life International. Het probleem werd opgelost toen Gianfranco Bonera zich aanbood als vervanger. Naast Lucchinelli trok men ook Virginio Ferrari aan. Het team gebruikte Suzuki RG 500's.
- Het team van Harley-Davidson raakte Gianfranco Bonera kwijt. Die ruilde eigenlijk van plaats met Franco Uncini, die van het Team Roberto Gallina kwam. De prestaties waren bijzonder slecht en werden in elk geval in de 250cc-klasse beter toen vanaf de TT van Assen de frames werden vervangen door frames van de Nederlander Nico Bakker.
- Hoewel de machines al enkele jaren klaar waren, kwam Kawasaki pas in 1977 aan de start met de Kawasaki KR 250, een tandemtwin met roterende inlaten. Men stuurde twee Japanse coureurs, Masahiro Wada en Akihiko Kiyohara, die werden ondersteund door de ervaren Mick Grant en Barry Ditchburn.
- Het Team Life International bleef Teuvo Länsivuori steunen, maar als vervanger voor de gestopte Phil Read kwam Marco Lucchinelli, die daarvoor zijn contract met het Team Roberto Gallina moest verbreken. Het team reed met Suzuki RG 500's, maar in de Formule 750 ook met Yamaha TZ 750 D's.
- De slechte relatie tussen Morbidelli-constructeur Jorg Möller en coureur Paolo Pileri bleek in de winter verbeterd te zijn. Pileri kreeg weer een fabrieksracer voor de 250cc-klasse. Een maand later (eind februari) brak Möller echter met teambaas Giancarlo Morbidelli, die verklaarde: "Er is niet meer met hem te werken. De man heeft ster-allures en stelt onmogelijke eisen". Möller stapte over naar het team van Minarelli.
- Het team van Van Veen maakte begin 1977 bekend weer terug te komen in de GP's. Jan de Vries prepareerde machines voor Eugenio Lazzarini en Herbert Rittberger.
- Hoewel Yamaha de tweecilinder TZ 350 D had en Giacomo Agostini en Takazumi Katayama als semi-fabrieksrijders te boek stonden, kwamen ze aan de start met een driecilinder machine. Deze motor was op verzoek van Yamaha Europa onder leiding van Kent Andersson ontwikkeld door Ferry Brouwer en Jerry van der Heiden en was gebaseerd op een Yamaha TZ 250 waar een extra cilinder aan gelast was. De machine zou ongeveer 77 pk leveren.

Coureurs
- Steve Baker werd met een Yamaha tweede in de 500cc-klasse en was daarmee verreweg de beste Yamaha-coureur. Daar kwam nog bij dat hij met grote overmacht wereldkampioen in de Formule 750 werd. Na het seizoen hoorde hij echter niets meer van Yamaha, zelfs toen hij zelf probeerde via een telex contact op te nemen. Daarop besloot hij voor het seizoen 1978 maar een contract te tekenen met het Suzuki-team van Roberto Gallina.
- In januari werd Dieter Braun voor de derde keer geopereerd aan zijn linkerarm, die hij tijdens de GP van Duitsland in 1976 geblesseerd had. Van het succes van de operatie hing zijn carrière af. Het ging goed, maar na het ernstige ongeval in Oostenrijk zette Dieter alsnog een punt achter de racerij.
- Op het eerste gezicht kwam Johnny Cecotto er bij de valpartij in Oostenrijk vanaf met een armbreuk, maar hij zou bijna zijn hele seizoen missen. Pas drie maanden later, in Zweden, kwam hij terug en hij begon ook meteen weer wedstrijden te winnen.
- Zesvoudig zijspankampioen Klaus Enders probeerde in 1977 een comeback te maken met een door Mike Krauser geprepareerde BMW, overtuigd als hij was dat een viertaktmotor nog steeds kon meedraaien in de zijspanklasse. In Oostenrijk kwam hij voor het eerst aan de start, maar hij kwalificeerde zich op een kansloze 24e plaats en trok zich nu voorgoed terug.
- Voor Mario Lega, die als invaller voor de geblesseerde Paolo Pileri voor Morbidelli reed, was zijn zege in Joegoslavië het moment om zijn beroep als telefoonmonteur in te ruilen voor dat van beroepscoureur.
- Paolo Pileri werd eind 1976 na een ruzie met constructeur/manager Jorg Möller ontslagen bij Morbidelli, maar in de winter weer in genade aangekomen. Wellicht door eigenaar Giancarlo Morbidelli. Volgens Morbidelli werd Möller ontslagen, volgens Möller nam hij zelf ontslag.
- Walter Villa was het hele jaar erg teleurgesteld over Harley-Davidson. De prestaties waren bijzonder slecht en Villa was overtuigd dat zijn teamgenoot Franco Uncini de beste machines kreeg.

Races
- De openingsrace in Venezuela trok maar weinig coureurs. De startgelden wogen in veel gevallen niet op tegen de reiskosten. Nadat de Formule 750 race in 1976, de generale repetitie voor de eerste Grand Prix van Venezuela, al was uitgedraaid op een fiasco, was het bij de Grand Prix van 1977 zo mogelijk nog erger. Er waren geen hotelkamers voor de internationale jury gereserveerd, motorfietsen arriveerden te laat of helemaal niet, men moest invoerrechten en een week later weer ca. 900 bolivar uitvoerrechten voor het materiaal betalen én bij vertrek op het vliegveld nog eens 80 bolivar als een soort "toeristenbelasting" omdat men "in Venezuela had mogen racen". Alan North vond zijn spullen op de gang van het hotel en het slot van zijn kamer vervangen. Iets dergelijks overkwam ook het complete team van Bultaco, inclusief rijder Ángel Nieto. Bovendien lag het circuit vol zand. Veel coureurs (en journalisten) verklaarden in 1978 niet meer naar Venezuela af te reizen, maar men had toch ook bewondering voor Yamaha-importeur Andres Ippolito en Teodardo Estrada die hemel en aarde bewogen hadden om de grootste en meest acute problemen op te lossen.
- Ook de GP van Oostenrijk eindigde in chaos nadat er een ernstig ongeval was gebeurd in de 350cc-race. De Zwitser Hans Stadelmann verongelukte hierbij en een groot aantal coureurs weigerde daarna nog te starten. De 125cc-race ging nog gewoon door, maar de 500cc-klasse had slechts veertien starters waarvan er zes de finish haalden. Het ongenoegen was dan ook groot: Volgens de rijders zouden de marshals gele vlaggen hebben gezwaaid, terwijl bij de volledige geblokkeerde baan rode vlaggen gezwaaid hadden moeten worden (die waren niet bij elke baanpost aanwezig, een baancommissaris mocht die beslissing zelf ook niet nemen). Bij gebrek aan draagbaar werd Stadelmann door twee man naar een verderop geparkeerde ambulance gedragen. Ambulances konden het ongeval niet bereiken omdat de race pas acht ronden later werd afgevlagd, terwijl de wrakstukken van vijf motorfietsen de baan blokkeerden. Ze waren al onderweg naar het ziekenhuis met de eerste slachtoffers (Johnny Cecotto, armbreuk, Franco Uncini (licht gewond), Dieter Braun (hersenschudding en beschadigde nekwervels) en Patrick Fernandez (ernstig gewond door open wonden aan rug en zij en veel bloed verloren)), toen Hans Stadelmann op de chaos van de geblokkeerde baan inreed en verongelukte. De coureurs werden aanvankelijk tevredengesteld door de organisatie totdat berichten uit het ziekenhuis binnenkwamen: De chirurgen in het ziekenhuis hadden hun handen al vol doordat er een groot ongeluk in de buurt van Salzburg was gebeurd. Braun zou een uur met - naar men toen nog dacht - een gebroken nek op de gang hebben gelegen en Fernandez zou minstens een half uur hebben liggen schreeuwen van pijn voordat hij geholpen kon worden. Bovendien mocht de nieuwe mobiele kliniek van dokter Costa niet gebruikt worden omdat buitenlandse artsen in Oostenrijk alleen eerste hulp mochten verlenen en werd Brian Littler, die zich met de veiligheid bezighield, door de politie uit het rennerskwartier verwijderd omdat hij protesteerde tegen de gang van zaken. De FIM nam wel maatregelen tegen de wedstrijdleider (schorsing voor de rest van het seizoen), niet tegen de stakende coureurs.
- Na alle ellende in Venezuela en Oostenrijk was de Grand Prix van Duitsland een verademing. Er waren wel overwaaiende buien die de races echter niet verstoorden en in de trainingen hadden de Suzuki RG 500's veel last van vastlopers door de grote verschillen in luchtdruk en luchtvochtigheid tussen het bosgedeelte en het Motodrom op Hockenheim.
- In Spanje was de organisatie ook niet op orde: alle trainingen moesten op één dag afgewerkt worden, de coureurs moesten uren aan de grens wachten omdat de autoriteiten niet op de hoogte waren gebracht en 's avonds na de trainingen werd plotseling de elektriciteit afgesloten. In de 250 cc-kwalificatie zetten de tijdwaarnemers de Japanner Ken Nemoto ten onrechte op poleposition.
- De Grand Prix van Joegoslavië kostte de levens van Giovanni Ziggiotto (gevallen tijdens de trainingen) en Ulrich Graf (gevallen in de 50cc-race). Deze wedstrijd, die van de coureurs nog vaak respijt had gekregen omdat de organisatoren veel werk maakten van de veiligheid, bleek door de hoge rotswanden en trottoirbanden toch echt te gevaarlijk en werd na 1977 verplaatst naar het Automotodrom Grobnik in Rijeka.
- In België nam de organisatie ook een aantal vreemde beslissingen. Zeer tegen de zin van de rijders was het rennerskwartier overvol met mensen die daar niets te zoeken hadden. Er waren de laatste jaren al veel spullen uit het rennerskwartier gestolen, van gereedschappen en onderdelen tot complete motorfietsen en de monteurs konden hun werk nauwelijks doen. De coureurs, die toch ruim 120.000 toeschouwers hadden aangetrokken, moesten betalen voor het gebruik van de toiletten.
- De GP-kalender was erg krap, met bijvoorbeeld vijf GP's in mei, maar de reis van Imatra naar Brno (binnen één week) was voor velen een te grote hindernis. Bijna 2.000 kilometer rijden, twee bootoversteken én de grensformaliteiten bij de DDR lieten geen tijd voor tegenslag. Die kwam er echter wel: Het team van Morbidelli raakte betrokken bij een ongeluk in de DDR, waardoor de machines zodanig beschadigd werden dat Paolo Pileri niet kon starten en waarbij de vader van Pier Paolo Bianchi ernstig rugletsel opliep en naar het ziekenhuis moest. Bij Patrick Fernandez brak de trekhaak van zijn caravan en Chas Mortimer stond in Brno op zijn materiaal te wachten toen hij door zijn monteur Lionel Angel werd gebeld omdat zowel de bus als de caravan met pech in Zweden waren gestrand. Ook was er twijfel over de kwaliteit van de Tsjechische benzine (men weet er de vastloper van de machine van Wil Hartog aan), reden waarom er coureurs waren die al in Zweden extra benzine hadden meegenomen.
- Gebrek aan belangstelling viel de laatste Grand Prix van het jaar vaker ten deel omdat de wereldtitels vaak al vast stonden. Dat gebeurde ook bij de allereerste Britse Grand Prix. Morbidelli was al wereldkampioen 125- en 250 cc, maar ondervond nog steeds problemen na het ongeluk in de DDR. Ook Bultaco verscheen niet, evenmin als het Life-team met Marco Lucchinelli. Dat team had betalingsmoeilijkheden. Hun rijder Teuvo Länsivuori reisde op eigen kosten naar Silverstone en leende een machine van Barry Sheene. De zijspanrijders móesten naar Silverstone, want er waren nog drie kanshebbers voor de wereldtitel.

## Overleden
- Hans Stadelmann verongelukte tijdens de 350cc-GP van Oostenrijk toen hij inreed op de wrakstukken van vier motorfietsen die via de vangrail terug op de baan gecaramboleerd waren.
- Ulrich Graf had al bekendgemaakt dat 1977 zijn laatste seizoen zou zijn, maar hij verongelukte in Opatija tijdens de 50cc-race terwijl hij op de derde plaats lag. Hij viel en sloeg tegen de rotswand langs het circuit.
- Giovanni Ziggiotto viel tijdens de trainingen van de Grand Prix van Joegoslavië en overleed elf dagen later in het ziekenhuis van Rijeka.
- In september verongelukte zijspancoureur Helmut Schilling tijdens de Ratisbona Bergrennen.
- Aldo Nannini verongelukte in november bij een verkeersongeval in Venezuela.

## Gestopt
- Marcel Ankoné besloot te stoppen met racen op het moment dat hij in het ziekenhuis van Almelo op controle ging voor de sleutelbeenbreuk die hij in Assen had opgelopen. Daar constateerde men dat hij drie weken met een gebroken arm had rondgelopen. Marcel had in Hockenheim ook al een pols gebroken en de dodelijke ongevallen van Ziggiotto en Graf grepen hem ook erg aan.
- Rudi Kurth en zijn echtgenote/bakkeniste Dane Rowe stopten met racen na de GP van Groot-Brittannië. Hoewel ze nooit een grote rol in de zijspanklasse hadden gespeeld, waren ze toch erg bekend. Rudi Kurth bouwde veel zeer vooruitstrevende zijspancombinaties, die echter vaak onbetrouwbaar waren, en Dane Rowe wierp zich op als spreekbuis voor de coureurs als het om veiligheidszaken ging.
- Ook de zijspancombinatie Heinz Luthringshauser/Hermann Hahn stopte eind 1977, maar Luthringshauser haalde voor de Grand Prix van Tsjecho-Slowakije van 1978 zijn BMW nog een keer van stal.
- Hoewel Giacomo Agostini eind 1977 nog hoop had op Suzuki's van de Italiaanse importeur, gaf deze de voorkeur aan Gianfranco Bonera. Agostini besloot daarop zijn carrière te beëindigen.

## Puntentelling
|         | 1e | 2e | 3e | 4e | 5e | 6e | 7e | 8e | 9e | 10e |
| Punten: | 15 | 12 | 10 | 8  | 6  | 5  | 4  | 3  | 2  | 1   |

## Aantal (tellende) wedstrijden
Vanaf 1977 telden alle resultaten mee.
| Klasse  | Races | Tellend |
| ------- | ----- | ------- |
| 50 cc   | 7     | 7       |
| 125 cc  | 12    | 12      |
| 250 cc  | 12    | 12      |
| 350 cc  | 12    | 12      |
| 500 cc  | 11    | 11      |
| zijspan | 7     | 7       |

## 500cc-klasse
Regerend wereldkampioen Barry Sheene zou in 1977 tegenstand moeten krijgen van de Venezolaan Johnny Cecotto, maar na het zware ongeluk in de GP van Oostenrijk miste Cecotto het grootste deel van het seizoen. Toen hij in de Zweedse Grand Prix eindelijk weer aan de start kwam, was Sheenes wereldtitel al bijna zeker, maar Cecotto won nog twee GP's. Steve Baker moest de honneurs voor Yamaha waarnemen, maar slaagde er niet in Sheene af te stoppen. 
Venezuela, San Carlos
De openingsrace in Venezuela kende een zeer matig bezet startveld. Na de start vormde zich een kopgroep bestaande uit Steve Baker (Yamaha YZR 500), Marcel Ankoné (Yamaha TZ 500 B), Johnny Cecotto (Yamaha YZR 500), Pat Hennen (Suzuki RG 500) en Barry Sheene (Suzuki RGA 500), die door een slechte start wat later aansloot. De machine van Ankoné ging steeds slechter lopen en hij moest de pit opzoeken. Daarna vormden zich twee duo's: Sheene/Baker en Hennen/Cecotto. Uiteindelijk wist Barry Sheene zich los te maken. Hij won de race, Baker werd tweede en Hennen derde.
Oostenrijk, Salzburgring
Na de strubbelingen rond de medische verzorging van de slachtoffers van de valpartij in de 350cc-race liet de organisatie in Oostenrijk maar eerst de zijspanklasse rijden om zo tijd te winnen om de 500cc-coureurs over te halen te gaan rijden. Het mislukte grotendeels: er kwamen veertien rijders aan de start. Boet van Dulmen lag aan de leiding toen hij een vastloper kreeg, waarna Marcel Ankoné de koppositie overnam. Hij viel echter ook uit. Jack Findlay won voor Max Wiener en Alex George. Alle finishers reden met een Suzuki. De fabrieksteams van Suzuki (Barry Sheene, Pat Hennen en Steve Parrish) en Yamaha (Steve Baker, want Johnny Cecotto had in de 350cc-race een arm gebroken) weigerden te starten.
Duitsland, Hockenheim
In Hockenheim reed Steve Parrish heel even aan de leiding, maar hij werd al snel ingehaald door zijn teamgenoot Barry Sheene. Die was door niemand meer in te halen. Er was ook niet veel spanning in deze race: Giacomo Agostini, die wellicht een bedreiging had kunnen vormen voor Sheene, viel met een vastloper uit. Pat Hennen en Steve Baker wisten Parrish te passeren en werden met grote onderlinge afstand tweede en derde. 
Nations GP, Imola
Wil Hartog startte in Italië zoals gewoonlijk weer snel. Hij was als derde weg achter Virginio Ferrari en Armando Torraca. Barry Sheene klom vanaf het middenveld echter gestaag op en nam de leiding over, terwijl Pat Hennen Torraca passeerde. Hartog viel uit door een vastloper. Hennen viel en daardoor werd Torraca alsnog derde. 
Frankrijk, Paul Ricard
Eigenlijk was Giacomo Agostini de ster van de 500cc-race in Frankrijk, maar hij moest een inhaalrace rijden. Hij verbeterde het ronderecord en wist uiteindelijk slechts 4 seconden achter Barry Sheene te finishen. Sheene was eigenlijk voorbijgelaten door Steve Baker, die acht ronden aan de leiding reed maar door een losgeschoten tankdop werd gehinderd. De benzine spoot ook achtervolger Sheene onder en Baker liet hem passeren om vervolgens genoegen te nemen met de tweede plaats. Uiteindelijk kostte deze fout van de monteurs de manager van het Yamaha-team zijn baan. 
Nederland, Assen

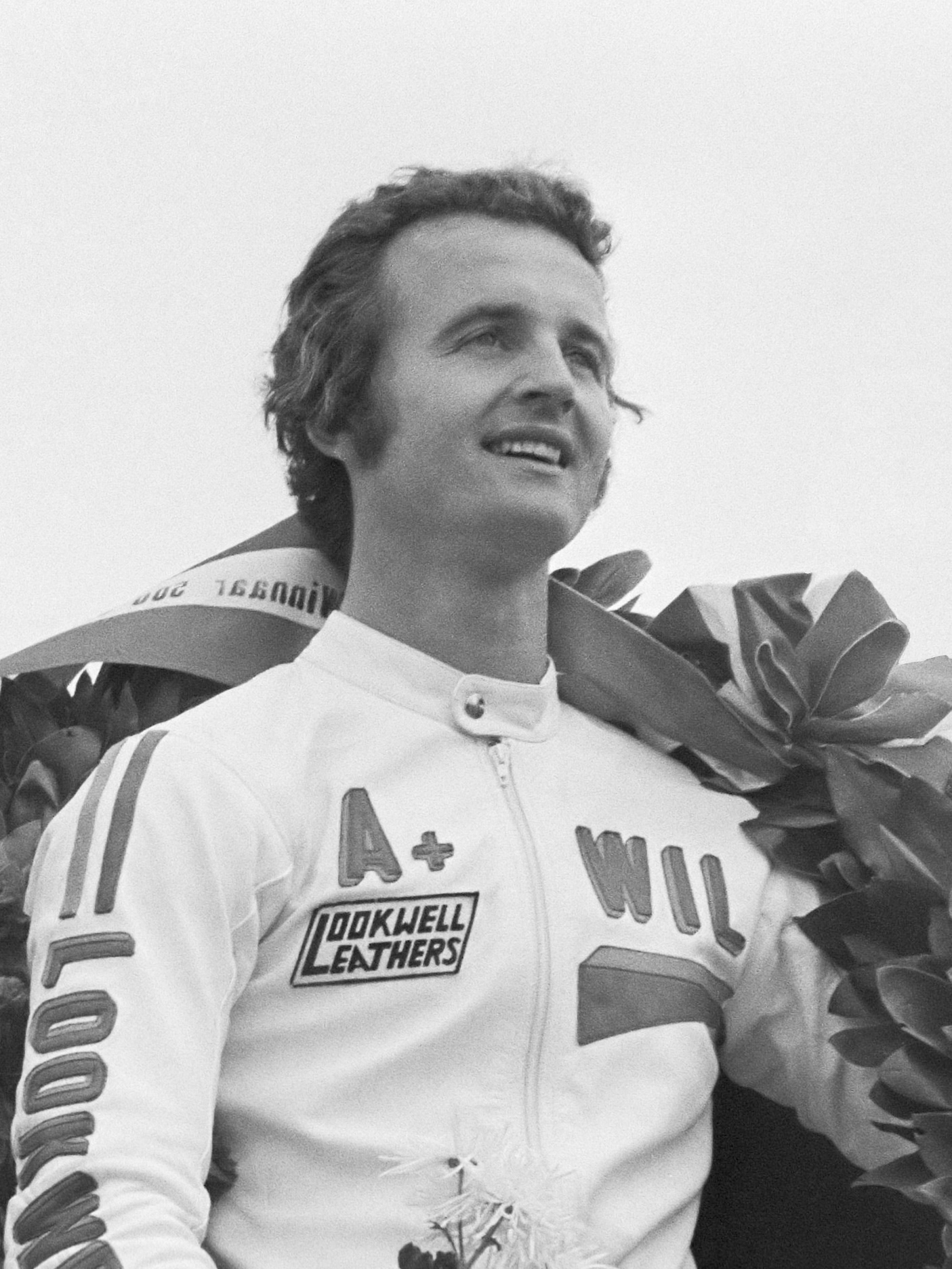
Wil Hartog na zijn overwinning in de TT van Assen

Wil Hartog was een paar dagen voor de TT nog met darmklachten bij de dokter geweest, maar nu Boet van Dulmen (dubbele armbreuk in Dijon) en Marcel Ankoné (gevallen in de training) niet konden starten was hij de enige Nederlandse kanshebber op een redelijke klassering in de wedstrijd. Hij trainde slechts als tiende en was liefst 5 seconden langzamer dan Barry Sheene en Philippe Coulon, maar hij had zoals altijd een bliksemstart en kwam na de eerste ronde vooraan door. Christian Estrosi, die toch een slechte start had gehad, bleek de enige die Hartog kon bedreigen. Hij kwam steeds dichterbij en nam na zes ronden de leiding zelfs over, maar in de tiende ronde viel hij in de Geert Timmer bocht. Pas twee ronden voor het einde wist Sheene zich los te maken uit de achtervolgende groep en ook hij kwam dichter bij Wil Hartog, maar de tijd was te kort om nog te winnen. Hartog won zijn thuiswedstrijd, Sheene werd tweede en Pat Hennen werd derde. 
België, Spa-Francorchamps
In België had Hartog opnieuw een zeer goede start. Vanaf de dertiende startplaats vertrok hij samen met Barry Sheene als snelste en tijdens de eerste ronde wist hij zelfs uit de slipstream van Sheene te kruipen en de leiding te nemen. Hij hield het precies een ronde vol, toen passeerden zowel Sheene als Alan North en Teuvo Länsivuori hem. In de derde ronde reed Michel Rougerie weer aan kop en uiteindelijk ontstond er een duel tussen Rougerie en Sheene. Rougerie viel echter uit waardoor Sheene relatief rustig naar de streep kon rijden. Intussen had hij wel een sensationeel ronderecord van 220,720 km/h gereden. Steve Baker had ook een inhaalrace gereden en werd tweede met een vernieuwde Yamaha, die volgens de geruchten nu vier aparte cilinders had in plaats van twee cilinderblokken (dat bleek later in het seizoen, toen er foto's konden worden genomen, niet zo te zijn). Pat Hennen won het gevecht om de derde plaats van Steve Parrish en Teuvo Länsivuori. 
Zweden, Anderstorp
De starts van Wil Hartog begonnen een fenomeen te worden. In Zweden stond hij op de vijftiende startplaats maar hij zat toch meteen na de start in de kopgroep en hij wist zelfs lang bij de vooruit vluchtende Sheene en Cecotto te blijven. Johnny Cecotto was voor het eerst terug na zijn zware val in Oostenrijk. Steve Baker startte juist vaak erg slecht en hij begon aan een inhaalrace. Uiteindelijk won Barry Sheene, Johnny Cecotto werd tweede en Steve Baker werd toch nog derde. Sheene stond met nog drie wedstrijden te gaan comfortabel aan de leiding van het kampioenschap. 
Finland, Imatra
Voor Barry Sheene, die al verklaard had niet in de Grand Prix van Tsjecho-Slowakije te willen starten, begonnen de problemen al in de training van de Grand Prix van Finland. Door technische problemen kon hij zich pas op het laatste moment verzekeren van poleposition. In de race lekte zijn Suzuki koelwater en Barry kon alleen maar hopen vóór Steve Baker te finishen, want dat was genoeg voor de wereldtitel. Baker kreeg echter ook al meteen problemen en zakte af naar het middenveld. Sheene werd zesde en daarmee wereldkampioen. Door de vele uitvallers was de race tamelijk saai. Johnny Cecotto won, Marco Lucchinelli, die de snelste start had gehad, werd tweede en Gianfranco Bonera werd derde. 
Tsjecho-Slowakije, Brno
Zonder Barry Sheene werd de Grand Prix van Tsjecho-Slowakije een tamelijk eenvoudige overwinning voor Yamaha. Wil Hartog startte vanaf de tweede rij weer als snelste, maar in de tweede ronde nam Pat Hennen de leiding van hem over. Cecotto was toen nog bezig zijn slechte start goed te maken, maar na enkele ronden zat hij al aan de leiding. Achter hem ontstond een gevecht om de tweede plaats tussen Hennen, Länsivuori, Giacomo Agostini, Rougerie en Hartog, maar Agostini, die bezig was aan een van de slechtste seizoenen van zijn carrière, wist tweede te worden vóór Michel Rougerie.
Groot-Brittannië, Silverstone
De speaker in Silverstone wees het publiek van tevoren al op de bliksemstarts van Wil Hartog en hij stelde het publiek niet teleur. Opnieuw was Hartog als eerste weg, maar voor de vijfde keer in dit seizoen ging zijn Suzuki stuk, terwijl hij de overwinning bijna binnen had. Barry Sheene, die een inhaalrace moest rijden, was inmiddels naar voren gekomen maar ook uitgevallen. Er waren ook veel valpartijen omdat de baan gedeeltelijk nat was. Steve Parrish reed een aantal ronden aan de leiding maar ook hij gleed van de baan. John Williams nam de leiding over maar viel ook. Door dat alles kon Pat Hennen de overwinning grijpen, gevolgd door Steve Baker en Teuvo Länsivuori. 

### Uitslagen 500 cc

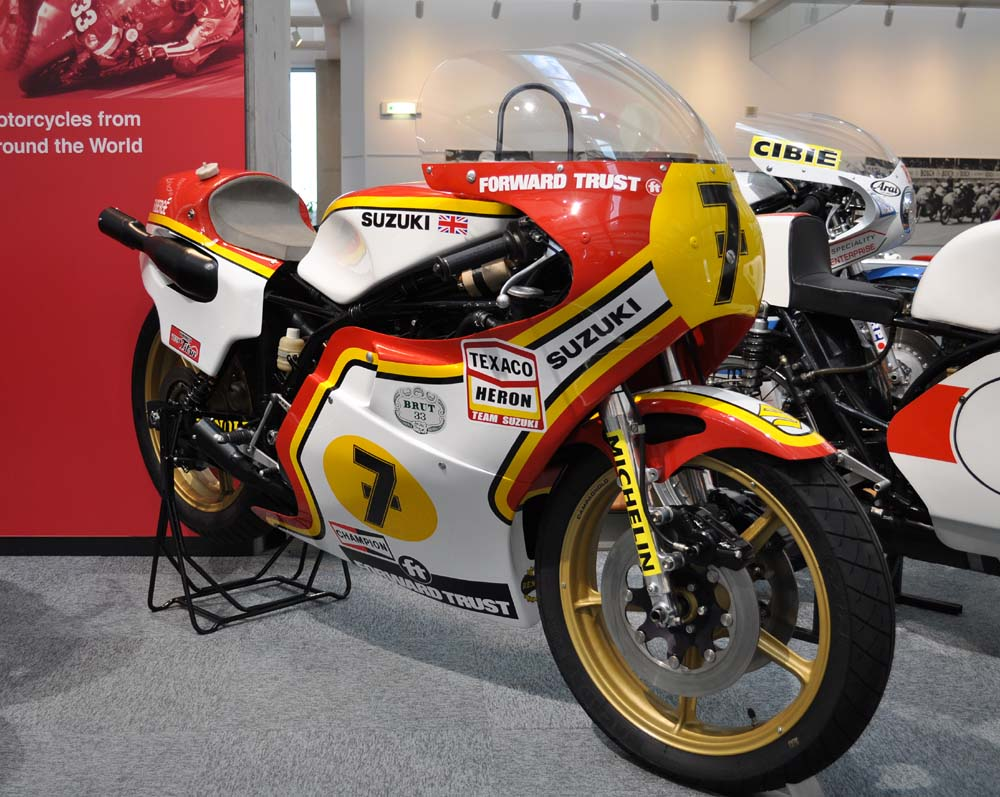
Barry Sheene's Suzuki RGA 500

|    | Datum      | Race                     | Circuit           | 1e             | 2e                | 3e                | Poleposition    | Snelste ronde    |
| -- | ---------- | ------------------------ | ----------------- | -------------- | ----------------- | ----------------- | --------------- | ---------------- |
| 1  | 20 mrt     | GP van Venezuela         | San Carlos        | Barry Sheene   | Steve Baker       | Pat Hennen        | Barry Sheene    | Barry Sheene     |
| 2  | 1 mei      | GP van Oostenrijk        | Salzburgring      | Jack Findlay   | Max Wiener        | Alex George       | Barry Sheene    | Jack Findlay     |
| 3  | 8 mei      | GP van Duitsland         | Hockenheim        | Barry Sheene   | Pat Hennen        | Steve Baker       | Barry Sheene    | Barry Sheene     |
| 4  | 15 mei     | GP des Nations           | Imola             | Barry Sheene   | Virginio Ferrari  | Armando Toracca   | Barry Sheene    | Barry Sheene     |
| 5  | 29 mei     | GP van Frankrijk         | Paul Ricard       | Barry Sheene   | Giacomo Agostini  | Steve Baker       | Steve Baker     | Giacomo Agostini |
| 6  | 25 juni    | TT van Assen             | Assen             | Wil Hartog     | Barry Sheene      | Pat Hennen        | Barry Sheene    | Barry Sheene     |
| 7  | 3 juli     | GP van België            | Spa-Francorchamps | Barry Sheene   | Steve Baker       | Pat Hennen        | Philippe Coulon | Barry Sheene     |
| 8  | 23-24 juli | GP van Zweden            | Anderstorp        | Barry Sheene   | Johnny Cecotto    | Steve Baker       | Barry Sheene    | Barry Sheene     |
| 9  | 31 juli    | GP van Finland           | Imatra            | Johnny Cecotto | Marco Lucchinelli | Gianfranco Bonera | Barry Sheene    | Johnny Cecotto   |
| 10 | 7 aug      | GP van Tsjecho-Slowakije | Masaryk-Ring      | Johnny Cecotto | Giacomo Agostini  | Michel Rougerie   | Johnny Cecotto  | Johnny Cecotto   |
| 11 | 14 aug     | GP van Groot-Brittannië  | Silverstone       | Pat Hennen     | Steve Baker       | Teuvo Länsivuori  | Barry Sheene    | Steve Parrish    |

### Eindstand 500 cc
| Pos. | Coureur           | Motorfiets    | Ptn. |
| ---- | ----------------- | ------------- | ---- |
| 1    | Barry Sheene      | Suzuki        | 107  |
| 2    | Steve Baker       | Yamaha        | 80   |
| 3    | Pat Hennen        | Suzuki        | 67   |
| 4    | Johnny Cecotto    | Yamaha        | 50   |
| 5    | Steve Parrish     | Suzuki        | 39   |
| 6    | Giacomo Agostini  | Yamaha        | 37   |
| 7    | Gianfranco Bonera | Suzuki        | 37   |
| 8    | Philippe Coulon   | Suzuki        | 36   |
| 9    | Teuvo Länsivuori  | Suzuki        | 35   |
| 10   | Wil Hartog        | Suzuki        | 30   |
| 11   | Marco Lucchinelli | Suzuki        | 25   |
| 12   | Virginio Ferrari  | Suzuki        | 21   |
| 13   | Michel Rougerie   | Suzuki        | 21   |
| 14   | Armando Toracca   | Suzuki        | 21   |
| 15   | Max Wiener        | Suzuki        | 20   |
| 16   | Jack Findlay      | Bakker-Suzuki | 17   |

| Pos. | Coureur             | Motorfiets | Ptn. |
| ---- | ------------------- | ---------- | ---- |
| 17   | Alex George         | Suzuki     | 15   |
| 18   | Helmut Kassner      | Suzuki     | 9    |
| 19   | Franz Heller        | Suzuki     | 6    |
|      | Steve Wright        | Suzuki     | 6    |
| 21   | Christian Estrosi   | Suzuki     | 6    |
| 22   | Michael Schmid      | Suzuki     | 5    |
| 23   | John Newbold        | Suzuki     | 4    |
|      | Derek Chatterton    | Suzuki     | 4    |
| 25   | Toni Mang           | Suzuki     | 4    |
|      | John Williams       | Suzuki     | 4    |
| 27   | Boet van Dulmen     | Suzuki     | 3    |
| 28   | Jean-Philippe Orban | Suzuki     | 2    |
|      | Franz Rau           | Suzuki     | 2    |
| 30   | Alan North          | Suzuki     | 1    |
|      | Karl Auer           | Yamaha     | 1    |
|      | Kevin Wrettom       | Suzuki     | 1    |

### Constructeurstitel 500cc
| Pos. | Constructeur | Ptn. |
| ---- | ------------ | ---- |
| 1    | Suzuki       | 157  |
| 2    | Yamaha       | 114  |

## 350cc-klasse
Yamaha werd in de 350cc-klasse alleen bedreigd door de driecilinders die in Nederland waren ontwikkeld door een extra cilinder aan een Yamaha TZ 250-motor te monteren. Met die motor reed Takazumi Katayama naar de wereldtitel. Het team van Harley-Davidson moest al snel erkennen dat hun 350cc-machines niet waren opgewassen tegen de Yamaha's, ook niet tegen de TZ 350 D tweecilinders, die niet eens roterende inlaten hadden. 
Venezuela, San Carlos
Net als in alle andere klassen was het 350cc-startveld in Venezuela vooral bezet door lokale rijders. Slechts enkele grote namen kwamen aan de start. Johnny Cecotto (Yamaha TZ 350 D) had als snelste getraind en verdrong al na enkele ronden Víctor Palomo (Yamaha) van de leiding. Cecotto finishte met een voorsprong van bijna een halve minuut. Palomo moest nog even vechten met Patrick Fernandez (Yamaha), tot die voor zekerheid koos en Palomo liet gaan. 
Oostenrijk, Salzburgring
In Oostenrijk viel Paolo Pileri al in de trainingen, waardoor hij op het oog slechts een lichte armblessure opliep, maar hij zou bijna het hele seizoen gaan missen. Het ernstige ongeluk in de race zorgde ervoor dat de wedstrijd vervolgens werd afgelast. 
Duitsland, Hockenheim
In Duitsland kwamen de zwagers Alan North en Jon Ekerold na de eerste ronde als eersten door, maar Takazumi Katayama nam de koppositie met zijn driecilinder Yamaha al snel over om ze niet meer af te staan. Ekerold viel met koppelingsproblemen uit en North werd gepasseerd door Giacomo Agostini en Olivier Chevallier. Agostini werd tweede en Chevaillier werd derde. 
Nations GP, Imola
Alan North had al op poleposition gestaan in de 350cc-klasse in Oostenrijk en Duitsland, maar in Italië kon hij die plaats eindelijk verzilveren. Hij wist met zijn Wilddam-Yamaha een kleine voorsprong te pakken op Mario Lega en Kork Ballington, die met elkaar in gevecht waren om de tweede plaats. Twee ronden voor het einde was Ballington's tank leeg en daardoor schoof Takazumi Katayama met zijn driecilinder door naar de derde plaats.
Spanje, Jarama
In Spanje werd pijnlijk duidelijk dat het team van Harley-Davidson problemen had. Walter Villa wist zich niet voor de 250- en de 350cc-klasse te kwalificeren. Toch werd hij op het laatste moment tot de start van de 350cc-race toegelaten, maar zonder succes: De machine was te langzaam en na enkele ronden stopte hij ermee. Omdat het plotseling begon te regenen voor de start werd de bandenkeus belangrijk. Iedereen startte op profielbanden, met uitzondering van zes rijders, waaronder Giacomo Agostini (dit keer met een tweecilinder Yamaha TZ 350 C) en Christian Sarron. Bruno Kneubühler reed even aan de leiding, maar werd ingehaald door Michel Rougerie. Omdat de baan snel opdroogde volgde er een aantal valpartijen van coureurs op profielbanden. Rougerie wist zich met zijn profielbanden echter goed staande te houden en won de race. Christian Sarron werd tweede en Takazumi Katayama werd derde. De top tien gebruikte een Yamaha. 
Frankrijk, Paul Ricard
Alan North leidde na de eerste ronde in Frankrijk. Hij werd gepasseerd door Katayama en toen North uitviel was de spanning uit de race. Katayama werd eerste en Ekerold werd ook niet bedreigd op de tweede plaats, terwijl Kneubühler ook met een behoorlijke voorsprong op Victor Soussan derde werd. 
Joegoslavië, Opatija
Slechts tien coureurs haalden de finish van de 350cc-GP van Joegoslavië. John Dodds had de snelste trainingstijd gereden, maar de kopstart was voor Jon Ekerold. Door de warmte waren er enorm veel uitvallers, maar de race werd gewonnen door Takazumi Katayama, die eigenlijk dubbel gehandicapt was. Zijn gebroken sleutelbeen was enkele dagen tevoren met een plaatje vastgezet en zijn driecilinder Yamaha werd in Amsterdam herbouwd nadat de machine in Chimay was uitgebrand. Katayama moest dus met een tweecilinder Yamaha rijden. Ekerold finishte als tweede en Michel Rougerie werd derde. Het Harley-Davidson-team bracht haar machines niet eens meer mee naar de race. 
Nederland, Assen
In Assen waren de Harley-Davidsons terug, dit keer reed Uncini met frames van Nico Bakker, en Uncini verklaarde meteen dat alle problemen waren opgelost. Hij kwalificeerde zich als vijfde en finishte ook op die positie. Walter Villa reed met het originele Harley-frame en presteerde aanmerkelijk slechter: dertiende in de kwalificatie, achtste in de race. Tom Herron startte het beste ondanks zijn negende startpositie. Hij werd gevolgd door Mario Lega, die echter net voor het einde van de eerste ronde in de Geert Timmer-bocht onderuit ging. Na twee ronden nam Kork Ballington de leiding over. Hij kreeg echter nooit meer dan 1,5 seconden voorsprong op een heftig vechtende groep achter hem. Uiteindelijk bleven er drie man aan de leiding over. Ballington won, Michel Rougerie werd tweede en Patrick Fernandez derde. 
Zweden, Anderstorp
In Zweden vormden Katayama, Ballington en Fernandez meteen een kopgroep, maar Patrick Fernandez kwam nog steeds kracht tekort na zijn ongeluk bijna drie maanden eerder en moest de andere twee laten gaan. Ballington en Katayama wisselden regelmatig van plaats en de race bleef spannend tot op de eindstreep. Bij het uitkomen van de laatste bocht reed Ballington nog voorop, maar hij werd gehinderd door enkele achterblijvers en Takazumi Katayama kon daarvan profiteren. Zijn wereldtitel was nu praktisch zeker: Michel Rougerie zou nog drie wedstrijden moeten winnen en zelfs dan zou Katayama nog slechts vier punten hoeven te scoren. 
Finland, Imatra
Nu Johnny Cecotto weer terug was na het grote ongeluk in Oostenrijk stond hij in Finland op de eerste startplaats, maar hij had zo veel wedstrijden gemist dat hij geen bedreiging vormde voor Katayama. Na de start liepen Tom Herron en Jon Ekerold een beetje weg van de rest van het veld, maar Cecotto achterhaalde hen en liep verder weg samen met Ekerold. Het begon lichtjes te regenen op het moment dat de krukas van Cecotto's Yamaha het begaf. Iedereen stond op slicks, maar nu bleek dat de slicks van Michelin, die Katayama en Sarron gemonteerd hadden, veel meer grip op de vochtige baan hadden dan die van Dunlop. Daardoor konden Katayama en Sarron de kopgroep (Herron en Ekerold) passeren en eerste en tweede worden, waarbij Takazumi Katayama tevens zeker werd van de wereldtitel. 
Tsjecho-Slowakije, Brno
In Tsjecho-Slowakije had Takazumi Katayama al zoveel onderdelen in de training gebruikt dat hij niet meer kon starten. Tom Herron nam de kopstart, maar werd meteen ingehaald door Johnny Cecotto die meteen een enorme voorsprong opbouwde. Herron bleef wel tot aan de finish op de tweede plaats rijden. Om de derde plaats vochten Patrick Pons en Christian Sarron, tot Pons in de negende ronde uitviel. 
Groot-Brittannië, Silverstone
Kork Ballington sloot het seizoen 1977 erg sterk af met de 350cc-race in Silverstone. Hij had die dag de 250cc-race al gewonnen en dat gebeurde in de 350cc-klasse ook. Hij had enig geluk omdat de snelle Cecotto weer met motorpech uitviel. Toen moest Ballington alleen de snel gestarte Jon Ekerold nog weten te passeren. Ekerold zou zelfs geen tweede worden, want hij draaide zijn krukas kapot. Dat betekende tevens dat hij de tweede plaats in de WK-stand verloor aan Tom Herron, die al uitgevallen was maar meer punten had gescoord. Nu kon Olivier Chevallier de strijd om de tweede plaats in de race winnen van John Williams.

### Uitslagen 350 cc

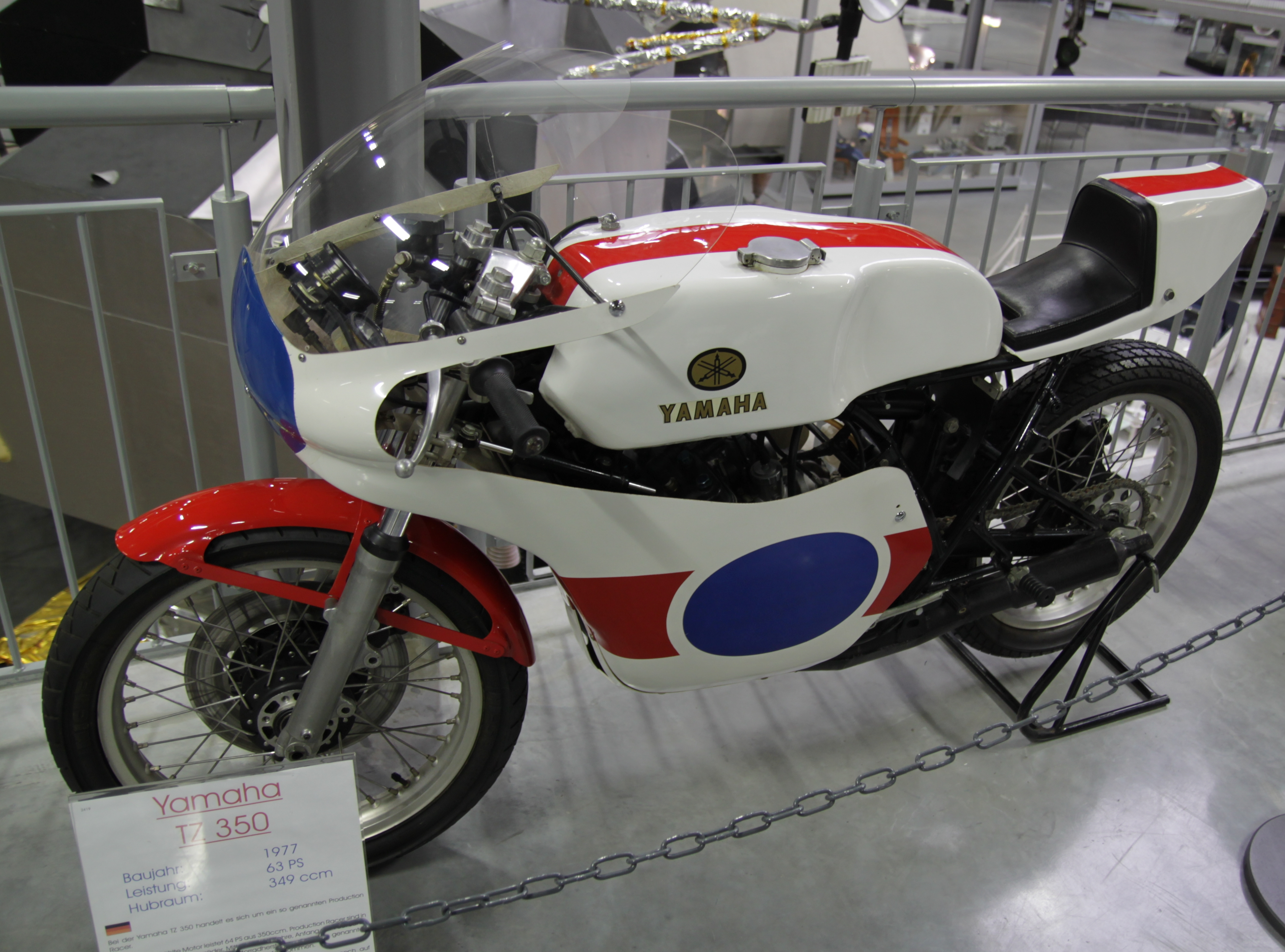
Yamaha TZ 350 D

|    | Datum      | Race                     | Circuit      | 1e                  | 2e                  | 3e                  | Poleposition      | Snelste ronde     |
| -- | ---------- | ------------------------ | ------------ | ------------------- | ------------------- | ------------------- | ----------------- | ----------------- |
| 1  | 20 mrt     | GP van Venezuela         | San Carlos   | Johnny Cecotto      | Víctor Palomo       | Patrick Fernandez   | Johnny Cecotto    | Johnny Cecotto    |
| 2  | 1 mei      | GP van Oostenrijk        | Salzburgring | Afgelast na ongeval | Afgelast na ongeval | Afgelast na ongeval | Alan North        | –                 |
| 3  | 8 mei      | GP van Duitsland         | Hockenheim   | Takazumi Katayama   | Giacomo Agostini    | Olivier Chevallier  | Alan North        | Giacomo Agostini  |
| 4  | 15 mei     | GP des Nations           | Imola        | Alan North          | Mario Lega          | Takazumi Katayama   | Alan North        | Mario Lega        |
| 5  | 22 mei     | GP van Spanje            | Jarama       | Michel Rougerie     | Christian Sarron    | Takazumi Katayama   | Alan North        | Michel Rougerie   |
| 6  | 29 mei     | GP van Frankrijk         | Paul Ricard  | Takazumi Katayama   | Jon Ekerold         | Bruno Kneubühler    | Jon Ekerold       | Takazumi Katayama |
| 7  | 19 juni    | GP van Joegoslavië       | Opatija      | Takazumi Katayama   | Jon Ekerold         | Michel Rougerie     | John Dodds        | Takazumi Katayama |
| 8  | 25 juni    | TT van Assen             | Assen        | Kork Ballington     | Michel Rougerie     | Patrick Fernandez   | Patrick Fernandez | Patrick Fernandez |
| 9  | 23-24 juli | GP van Zweden            | Anderstorp   | Takazumi Katayama   | Kork Ballington     | Patrick Fernandez   | Patrick Fernandez | Kork Ballington   |
| 10 | 31 juli    | GP van Finland           | Imatra       | Takazumi Katayama   | Christian Sarron    | Jon Ekerold         | Johnny Cecotto    | Jon Ekerold       |
| 11 | 7 aug      | GP van Tsjecho-Slowakije | Masaryk-Ring | Johnny Cecotto      | Tom Herron          | Christian Sarron    | Johnny Cecotto    | Johnny Cecotto    |
| 12 | 14 aug     | GP van Groot-Brittannië  | Silverstone  | Kork Ballington     | Olivier Chevallier  | John Williams       | Kork Ballington   | Kork Ballington   |

### Eindstand 350 cc
| Pos. | Coureur            | Motorfiets                              | Ptn. |
| ---- | ------------------ | --------------------------------------- | ---- |
| 1    | Takazumi Katayama  | Yamaha                                  | 95   |
| 2    | Tom Herron         | Yamaha                                  | 56   |
| 3    | / Jon Ekerold      | Yamaha                                  | 54   |
| 4    | Michel Rougerie    | Yamaha                                  | 50   |
| 5    | / Kork Ballington  | Yamaha                                  | 46   |
| 6    | Olivier Chevallier | Yamaha                                  | 39   |
| 7    | Christian Sarron   | Yamaha                                  | 38   |
| 8    | Patrick Fernandez  | Yamaha                                  | 34   |
| 9    | Johnny Cecotto     | Yamaha                                  | 30   |
| 10   | Alan North         | Yamaha                                  | 30   |
| 11   | Bruno Kneubühler   | Yamaha                                  | 24   |
| 12   | Vic Soussan        | Yamaha                                  | 21   |
| 13   | Pentti Korhonen    | Yamaha                                  | 20   |
| 14   | Víctor Palomo      | Yamaha                                  | 18   |
| 15   | Pekka Nurmi        | Yamaha                                  | 18   |
| 16   | Patrick Pons       | Yamaha                                  | 15   |
| 17   | Walter Villa       | Harley-Davidson/ Bakker-Harley-Davidson | 14   |
| 18   | Giacomo Agostini   | Yamaha                                  | 13   |
| 19   | Mario Lega         | Morbidelli                              | 12   |
| 20   | Franco Uncini      | Harley-Davidson/ Bakker-Harley-Davidson | 11   |
| 21   | John Dodds         | Yamaha                                  | 11   |

| Pos. | Coureur            | Motorfiets | Ptn. |
| ---- | ------------------ | ---------- | ---- |
| 22   | John Williams      | Yamaha     | 10   |
| 23   | Eero Hyvärinen     | Yamaha     | 10   |
| 24   | Eddie Roberts      | Yamaha     | 8    |
| 25   | Philippe Bouzanne  | Yamaha     | 6    |
|      | Alan Stewart       | Yamaha     | 6    |
| 27   | Pedro Mezerhane    | Yamaha     | 4    |
|      | Seppo Rossi        | Yamaha     | 4    |
|      | Michel Frutschi    | Yamaha     | 4    |
| 30   | Helmut Kassner     | Yamaha     | 4    |
| 31   | Carlos Bellón      | Yamaha     | 3    |
|      | Felice Agostini    | Yamaha     | 3    |
|      | Tapio Virtanen     | Yamaha     | 3    |
| 34   | Jean-Claude Hogrel | Yamaha     | 2    |
| 35   | Edoardo Alemán     | Yamaha     | 2    |
|      | Denis Boulom       | Yamaha     | 2    |
| 37   | Raúl Tausani       | Yamaha     | 1    |
|      | Chas Mortimer      | Yamaha     | 1    |
|      | John Newbold       | Yamaha     | 1    |
|      | Karl Auer          | Yamaha     | 1    |
|      | Austin Hockley     | Yamaha     | 1    |

### Constructeurstitel 350cc
| Pos. | Constructeur | Ptn. |
| ---- | ------------ | ---- |
| 1    | Yamaha       | 165  |
| 2    | Morbidelli   | 25   |

## 250cc-klasse

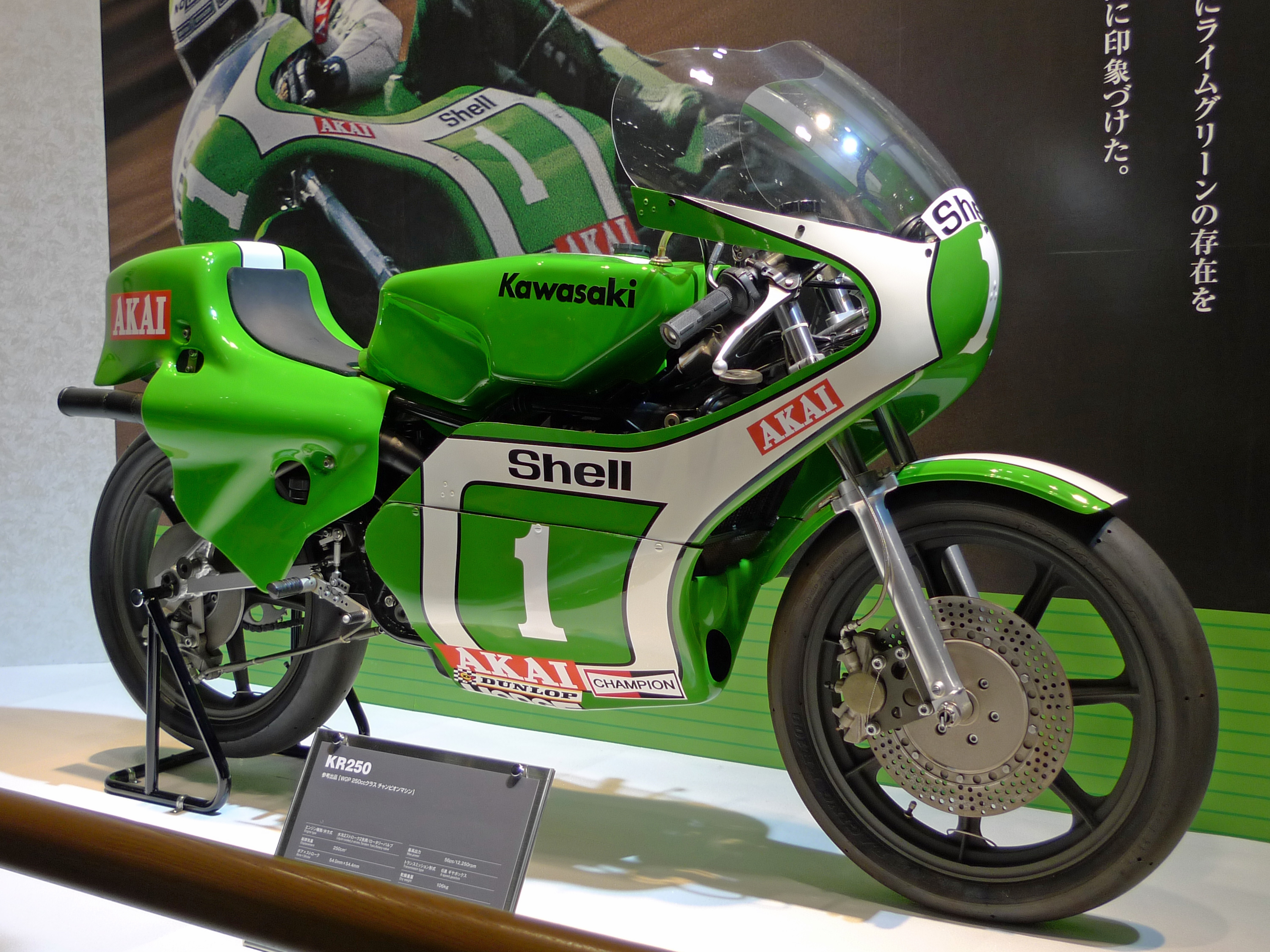
Kawasaki KR 250 uit 1977. Het startnummer "1" paste er (toen) nog niet bij

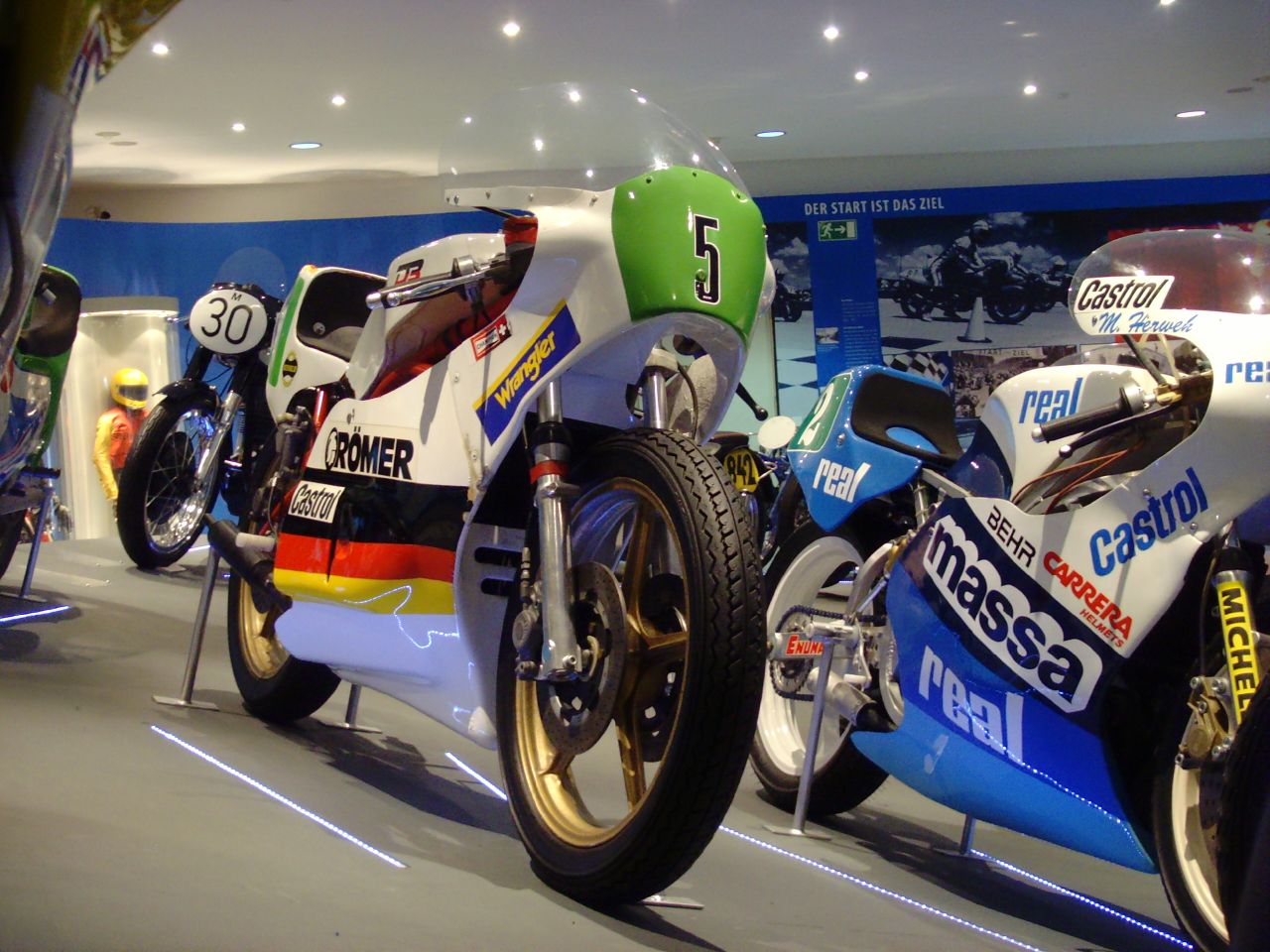
Yamaha TZ 250 D

Ondanks een goede openingsrace ging het aanvankelijk erg slecht met het team van Harley-Davidson. Halverwege het seizoen stond Franco Uncini op de vijfde plaats met 25 punten en Walter Villa op de negende plaats met 15 punten, terwijl Mario Lega met zijn Morbidelli al 43 punten had gescoord. De Yamaha TZ 250's liepen erg vaak vast, mogelijk omdat ze te veel toeren moesten maken om het gemis aan roterende inlaten te compenseren. Alan North was daar misschien wel het vaakst slachtoffer van, maar alle Yamaha-coureurs kregen met het probleem te maken. De nieuwe Kawasaki KR 250's waren de snelste machines van het veld, maar trilden kapot. Toen dit probleem was opgelost was het seizoen al verloren. Lega werd door goed en constant te presteren met slechts één overwinning wereldkampioen nadat hij door Morbidelli was aangetrokken als vervanger voor de geblesseerde Paolo Pileri.
Venezuela, San Carlos
Walter Villa (Harley-Davidson) had geen enkele concurrentie in de openingsrace in Venezuela. De race werd dan ook bijzonder saai, want ook tweede man Patrick Fernandez (Yamaha TZ 250 D) reed eenzaam rond. Víctor Palomo werd met zijn Yamaha derde.
Duitsland, Hockenheim
In Duitsland leverde de kwalificatie een verrassing op: de onbekende rijder Akihiko Kiyohara reed met de nieuwe Kawasaki KR 250 de snelste trainingstijd. Ook de Duitser Hans Schweiger had voor de gelegenheid zo'n machine gekregen omdat Dieter Braun bij het grote ongeluk in Oostenrijk gewond was geraakt. Walter Villa startte slecht, maar wist toch even de leiding te nemen tot hij in de tweede ronde in de Ostkurve onderuit ging. Daarna ontstond een spannende strijd tussen Kiyohara en Christian Sarron (Yamaha). De Kawasaki was duidelijk erg snel, een groot voordeel op Hockenheim, maar toen de Japanner een klein gaatje liet vallen bij het uitrijden van de Sachskurve wist Sarron voorop te komen. Hij won met 0,1 seconde de eerste Grand Prix uit zijn carrière. Kiyohara werd tweede en Franco Uncini (Harley-Davidson) werd derde.
Nations GP, Imola
Na het ongeluk van Paolo Pileri kreeg Mario Lega diens Morbidelli. Daarmee voerde hij in Italië acht ronden lang het 250 cc-veld aan. Toen drong Franco Uncini zich vanaf de vijfde plaats naar voren om de leiding over te nemen. De Kawasaki's hadden weer goed getraind (drie machines op de tweede startrij) en Barry Ditchburn haalde er de derde plaats mee. 
Spanje, Jarama
De Venezolaan Aldo Nannini (Yamaha) nam even de leiding in de Spaanse 250cc-Grand Prix, maar Barry Ditchburn passeerde hem al snel. Dat deden ook Alan North (Yamaha), Jon Ekerold (Yamaha) en Takazumi Katayama. Mario Lega had vooral last van een te smalle powerband, wat hem veel tijd kostte en uiteindelijk in een vijfde plaats resulteerde. Na enkele ronden gleed Ditchburn weg, naar zijn zeggen over een benzinespoor, maar hij kon toch nog achtste worden. Katayama maakte hier gebruik van en won de race, maar Ekerold's Yamaha bleef in de derde versnelling vast zitten en hij moest afhaken. Alan North werd tweede en Olivier Chevallier (Yamaha) werd derde. Franco Uncini speelde met zijn Harley-Davidson geen rol bij gebrek aan zowel vermogen als wegligging.
Frankrijk, Paul Ricard
In Frankrijk stonden de Kawasaki's van Kiyohara en Ditchburn op de eerste twee startplaatsen, terwijl Mick Grant ook aan het team was toegevoegd, maar hij moest vanaf de zesde rij starten. Het werd echter een debacle voor Kawasaki: Kiyohara had de eerste plaats net overgenomen van Ditchburn toen deze van zijn motor werd gelanceerd. Drie ronden later gaf Kiyohara op met een gebroken krukas. Jon Ekerold nam de leiding over en Mick Grant was goed naar voren gekomen en reed achter hem, toen zijn ketting brak. Geen Kawasaki's aan de finish. Alan North won het gevecht om de tweede plaats van Victor Soussan, die derde werd, en Mario Lega. 
Joegoslavië, Opatija
Alan North stond aan de leiding van het kampioenschap, maar kreeg in Joegoslavië een startverbod vanwege de apartheidspolitiek in zijn land. Paolo Pileri kwam eindelijk weer aan de start na zijn val zes weken eerder in Oostenrijk. Ook Patrick Fernandez, wiens leven in Oostenrijk nog aan een zijden draadje had gehangen, was weer terug (hij werd zelfs zesde). Michel Rougerie was de snelste in de training, maar viel in de race al snel uit. Na de eerste ronde kwamen de Morbidelli-coureurs Mario Lega en Paolo Pileri met een grote voorsprong langs start/finish, maar na ongeveer vijf ronden begon Lega weg te lopen. Pileri kreeg net als vele anderen problemen met zijn koppeling waardoor hij uitviel. Katayama was vanaf het middenveld naar voren gekomen en finishte als tweede. Hij had een week eerder in Chimay een sleutelbeen gebroken maar had dat door de beroemde dr. Derweduwen met een plaatje vast laten zetten. Tom Herron werd derde. Hierdoor nam Mario Lega de leiding in het kampioenschap over terwijl Alan North terugzakte naar de vierde plaats. 
Nederland, Assen
De coureurs vroegen de organisatie van de TT van Assen om de 125cc-klasse eerder dan de 250cc-klasse te laten rijden. Daardoor hadden de coureurs die al in de 350cc-klasse hadden gereden even rust, maar het gaf Franco Uncini ook de kans zijn 250cc-blok in het Bakker-frame, waarmee hij de 350cc-race gereden had, te bouwen. Op de eerste startrij stonden twee Kawasaki's, die van Mick Grant en Barry Ditchburn, één Yamaha (Alan North) en eindelijk ook weer eens een Harley-Davidson (Franco Uncini). Uncini startte echter heel slecht: na twee ronden was hij 19e, terwijl Mick Grant al een enorme voorsprong had opgebouwd op de rest van het veld. Barry Ditchburn, ook slecht gestart, vocht zich naar de derde plaats, maar Uncini was niet te houden en wist zelfs nog tweede te worden. Zelfs Walter Villa reed steeds beter, maar hij moest zich nog behelpen met het originele Harley-frame. Hij wist desondanks vierde te worden. Paolo Pileri werd gediskwalifeerd omdat hij geen opwarmronde had gereden. Hij startte toch, terwijl zijn monteurs in een vechtpartij met officials verzeild raakten, maar kreeg herhaaldelijk de zwarte vlag en brak zijn race af. 
België, Spa-Francorchamps
In België had ook Walter Villa het Bakker-frame en hij trainde als snelste, maar hij vertrok als voorlaatste. Aan de kop bleef een grote groep bij elkaar, maar na twee ronden zat Walter Villa er al bij. In de vierde ronde reed Takazumi Katayama nog op kop, maar in de vijfde ronde nam Villa het al over. Villa won dus alsnog, Katayama werd tweede en Mario Lega eindigde als derde. Paolo Pileri kreeg de zwarte vlag omdat hij geen gebruik had gemaakt van de opwarmronde. 
Zweden, Anderstorp
Intussen stond Mario Lega, ondanks slechts één overwinning, tamelijk comfortabel aan de leiding van het wereldkampioenschap. Toen Mick Grant samen met Lega kopstart had in Zweden kon Mario Lega Grant dan ook gerust weg laten rijden. De Kawasaki van Grant was zo vreselijk onbetrouwbaar gebleken dat hij geen bedreiging voor de wereldtitel vormde. Kawasaki had weliswaar het lek boven gekregen door de beide krukassen anders te koppelen, maar dat was te laat. Toch was er in de eerste ronden wel degelijk sprake van strijd tussen Lega en Grant, maar Mario Lega koos er toch voor Grant te laten gaan. Katayama, de naaste belager van Lega, werd zelfs slechts vierde achter Jon Ekerold. 
Finland, Imatra
In Finland maakten Mick Grant en Walter Villa zich meteen los van het veld. Achter hen vormde zich een grote, fel strijdende groep met Ballington, Herron, Fernandez, Lega, Pileri en Ditchburn. Walter Villa volgde Grant tot in de laatste ronde, om hem toen voorbij te gaan en de winst te grijpen. Ballington werd derde, terwijl Franco Uncini na een geweldige inhaalrace de hele groep voorbij was gegaan om toch nog vierde te worden. 
Tsjecho-Slowakije, Brno
Door een auto-ongeluk in de DDR waren de Morbidelli-machines flink beschadigd, maar Mario Lega kon zich beperken tot het volgen van de Harley-Davidsons van Franco Uncini en Walter Villa om toch zeker te zijn van de wereldtitel. Daarvoor gebruikte hij zijn eigen frame en met motorblok van de machine van Paolo Pileri. De Harley's moesten zich voor de eerste twee plaatsen wel terugvechten uit het middenveld. Uncini wist pas in de laatste ronde Walter Villa te passeren en won de race. 
Groot-Brittannië, Silverstone
Ook de start van de 250cc-race in Silverstone kende een vreemd incident: Beide Kawasaki-coureurs Barry Ditchburn en Mick Grant kwamen te laat uit het parc fermé en mochten niet aan de opwarmronde deelnemen. Ze mochten echter wel starten, terwijl Paolo Pileri in België juist gediskwalificeerd was omdat hij de opwarmronde niet gereden had. De race verliep tamelijk spectaculair. Er vormde zich een grote kopgroep, maar de Yamaha van Tom Herron spoot koelwater over de baan waardoor onder anderen Katayama, Fernandez, Grant en North van de baan gleden. Toen had Kork Ballington niet veel moeite meer de rest van zijn belagers, Aldo Nannini en Eric Saul, af te schudden. 

### Uitslagen 250 cc
|    | Datum      | Race                     | Circuit           | 1e                | 2e                | 3e                 | Poleposition      | Snelste ronde     |
| -- | ---------- | ------------------------ | ----------------- | ----------------- | ----------------- | ------------------ | ----------------- | ----------------- |
| 1  | 20 mrt     | GP van Venezuela         | San Carlos        | Walter Villa      | Patrick Fernandez | Víctor Palomo      | Franco Uncini     | Walter Villa      |
| 2  | 8 mei      | GP van Duitsland         | Hockenheim        | Christian Sarron  | Akihiko Kiyohara  | Franco Uncini      | Akihiko Kiyohara  | Akihiko Kiyohara  |
| 3  | 15 mei     | GP des Nations           | Imola             | Franco Uncini     | Mario Lega        | Barry Ditchburn    | Franco Uncini     | Franco Uncini     |
| 4  | 22 mei     | GP van Spanje            | Jarama            | Takazumi Katayama | Alan North        | Olivier Chevallier | Ken Nemoto        | Takazumi Katayama |
| 5  | 29 mei     | GP van Frankrijk         | Paul Ricard       | Jon Ekerold       | Alan North        | Vic Soussan        | Barry Ditchburn   | Alan North        |
| 6  | 19 juni    | GP van Joegoslavië       | Opatija           | Mario Lega        | Takazumi Katayama | Tom Herron         | Michel Rougerie   | Mario Lega        |
| 7  | 25 juni    | TT van Assen             | Assen             | Mick Grant        | Franco Uncini     | Barry Ditchburn    | Alan North        | Franco Uncini     |
| 8  | 3 juli     | GP van België            | Spa-Francorchamps | Walter Villa      | Takazumi Katayama | Mario Lega         | Walter Villa      | Walter Villa      |
| 9  | 23-24 juli | GP van Zweden            | Anderstorp        | Mick Grant        | Mario Lega        | Jon Ekerold        | Mick Grant        | Mick Grant        |
| 10 | 31 juli    | GP van Finland           | Imatra            | Walter Villa      | Mick Grant        | Kork Ballington    | Alan North        | Walter Villa      |
| 11 | 7 aug      | GP van Tsjecho-Slowakije | Masaryk-Ring      | Franco Uncini     | Walter Villa      | Mario Lega         | Franco Uncini     | Walter Villa      |
| 12 | 14 aug     | GP van Groot-Brittannië  | Silverstone       | Kork Ballington   | Aldo Nannini      | Eric Saul          | Takazumi Katayama | Eric Saul         |

### Eindstand 250 cc
| Pos. | Coureur            | Motorfiets                               | Ptn. |
| ---- | ------------------ | ---------------------------------------- | ---- |
| 1    | Mario Lega         | Yamaha/Morbidelli                        | 85   |
| 2    | Franco Uncini      | Harley-Davidson/ Bakker-Harley-Davidson  | 72   |
| 3    | Walter Villa       | Harley-Davidson / Bakker-Harley-Davidson | 67   |
| 4    | Takazumi Katayama  | Yamaha                                   | 58   |
| 5    | Tom Herron         | Yamaha                                   | 54   |
| 6    | / Kork Ballington  | Yamaha                                   | 49   |
| 7    | Alan North         | Yamaha                                   | 43   |
| 8    | Mick Grant         | Kawasaki                                 | 42   |
| 9    | / Jon Ekerold      | Yamaha                                   | 42   |
| 10   | Patrick Fernandez  | Yamaha                                   | 28   |
| 11   | Barry Ditchburn    | Kawasaki                                 | 27   |
| 12   | Vic Soussan        | Yamaha                                   | 25   |
| 13   | Olivier Chevallier | Yamaha                                   | 25   |
| 14   | Christian Sarron   | Yamaha                                   | 23   |
| 15   | Aldo Nannini (†)   | Yamaha                                   | 19   |
| 16   | Pentti Korhonen    | Yamaha                                   | 15   |
| 17   | Akihiko Kiyohara   | Kawasaki                                 | 14   |

| Pos. | Coureur             | Motorfiets | Ptn. |
| ---- | ------------------- | ---------- | ---- |
| 18   | Guy Bertin          | Yamaha     | 11   |
| 19   | Pekka Nurmi         | Yamaha     | 11   |
| 20   | Víctor Palomo       | Yamaha     | 10   |
| 21   | Eric Saul           | Yamaha     | 10   |
| 22   | John Dodds          | Yamaha     | 9    |
| 23   | Vinicio Salmi       | Yamaha     | 8    |
|      | Masahiro Wada       | Kawasaki   | 8    |
| 25   | Pierluigi Conforti  | Yamaha     | 6    |
| 26   | Bruno Kneubühler    | Yamaha     | 6    |
| 27   | Michel Rougerie     | Yamaha     | 5    |
|      | Chas Mortimer       | Yamaha     | 5    |
| 29   | Jean-François Baldé | Kawasaki   | 4    |
| 30   | Eero Hyvärinen      | Yamaha     | 3    |
| 31   | Philippe Bouzanne   | Yamaha     | 2    |
|      | Paolo Pileri        | Morbidelli | 2    |
| 33   | Patrick Pons        | Yamaha     | 2    |
| 34   | Mauro Corradini     | Yamaha     | 1    |
|      | Vanes Francini      | Yamaha     | 1    |

### Constructeurstitel 250cc
| Pos. | Constructeur | Ptn. |
| ---- | ------------ | ---- |
| 1    | Yamaha       | 137  |
| 2    | Morbidelli   | 85   |
| 3    | Kawasaki     | 75   |

## 125cc-klasse
Bijna iedereen reed in 1977 met een Morbidelli en dat er zo weinig uitvallers in de deze klasse waren betekende dan ook dat de Morbidelli-productieracers erg betrouwbaar waren. Bultaco had graag meer tegenstand willen bieden, maar het duurde tot halverwege het seizoen eer Martin Mijwaart en Jan Thiel de nieuwe machines klaar hadden. 
Venezuela, San Carlos
In Venezuela was de 125cc-race de enige spannende wedstrijd van het hele weekend. Ángel Nieto moest nog met de oude Bultaco starten en bouwer Jan Thiel vreesde dat de machine het in de hitte niet zou volhouden. Na enkele ronden nam Nieto de eerste plaats over van Pier Paolo Bianchi (Morbidelli) en toen Bianchi vervolgens de pit in reed leek de spanning weg. Met nog 14 ronden te gaan kwam Nieto echter ook binnen vanwege olie die uit een losgelopen lager over de band en de uitlaat spoot. Daar was niets aan te doen en Thiel liet hem voorzichtig verder rijden, in de hoop op nog een paar punten. Nieto hervatte zijn race op de zesde plaats. Toni Mang (Morbidelli) lag nu eerste, gevolgd door de onbekende rijder Maurizio Massimiani. Nieto begon echter steeds harder te jagen en passeerde. Julien van Zeebroeck, Rino Pretelli en Iván Palazzese. Nieto wist zo dicht achter Massimiani te komen dat deze zich in een bocht vergiste en viel. In de laatste ronde wist Nieto ook Mang nog in te halen. Toni Mang werd dus tweede en Iván Palazzese werd derde. 
Oostenrijk, Salzburgring
Ook in Oostenrijk was de 125cc-race de enige die ertoe deed, maar dat kwam omdat de 350cc-race werd afgelast en de belangrijkste 500cc-coureurs weigerden te rijden. Men verwachtte een strijd tussen Ángel Nieto en Pier Paolo Bianchi, maar plotseling bleek de Morbidelli van Eugenio Lazzarini erg snel. Nieto viel uit door een gebroken radiatorslang, maar Bianchi kon Lazzarini absoluut niet volgen en werd met 50 seconden achterstand tweede, voor Harald Bartol. 
Duitsland, Hockenheim
In Hockenheim leidde Pier Paolo Bianchi van start tot finish. Nieto's Bultaco miste wat pk's en hij kon zich niet met de strijd aan de kop bemoeien. Lazzarini had een goede dag: na zijn tweede plaats in de 50cc-race werd hij nu opnieuw tweede. Toni Mang werd in zijn thuiswedstrijd derde.
Nations GP, Imola
De 125cc-race in Imola was ook al saai. Bianchi werd geen moment bedreigd maar ook achter hem lagen de rijders tamelijk ver uit elkaar. Lazzarini werd opnieuw tweede en op de derde plaats eindigde de onbekende Italiaan Maurizio Massimiani met een Morbidelli. Nieto had nog wel een tijdje op de tweede plaats gelegen, maar zijn oude Bultaco uit 1976 kwam gewoon vermogen tekort.
Spanje, Jarama
Ook in Spanje was Bianchi ongenaakbaar. Lazzarini werd achter hem tweede, maar was geen moment in zijn buurt geweest, terwijl Nieto zijn Bultaco al na één ronde geparkeerd had. Nu werd Jean-Louis Guignabodet met zijn Morbidelli derde. 
Frankrijk, Paul Ricard
In Frankrijk probeerde Pier Paolo Bianchi zelf maar voor wat spanning te zorgen door Lazzarini even op kop te laten rijden. Toen Bianchi echter gas gaf won hij weer onbedreigd. Lazzarini werd tweede en Harold Bartol (Morbidelli) derde. Nieto had zich niet eens kunnen kwalificeren doordat in eerste training zijn Bultaco stuk ging en de tweede training nat was. 
Joegoslavië, Opatija
In Opatija kon Ángel Nieto (nog steeds op de oude Bultaco) enkele ronden bij Pier Paolo Bianchi blijven, maar daarna reed Bianchi gemakkelijk van hem weg om te winnen. Nieto werd tweede en Maurizio Massimiani haalde met een Morbidelli zijn eerste podiumplaats. 
Nederland, Assen
Harold Bartol mocht in de TT van Assen heel even aan de leiding rijden, maar Pier Paolo Bianchi kwam na de eerste ronde toch weer als eerste voorbij. Hij werd gevolgd door Nieto, Bartol, Bender, Guignabodet, Koschine en Lazzarini. Bianchi wist echter weer afstand te nemen, maar maakte een fout waardoor hij viel. Hij lag toen echter op de 22e plaats en was kansloos voor de overwinning, maar hij wist toch nog als negende te finishen. Nieto kon zo, nog steeds met de oude Bultaco, de race winnen. Harold Bartol werd tweede en Gert Bender met zijn eigenbouw Bender werd derde. Bartol en Bender hadden intussen gezorgd voor spanning in de race, want hun gevecht duurde van start tot finish.
België, Spa-Francorchamps
In België was de 125cc-klasse eindelijk weer eens spannend. Ángel Nieto kon Bianchi nu wel degelijk volgen en samen vochten ze tien ronden lang aan de leiding. Nadat Harald Bartol gevallen was nam Toni Mang de derde plaats over en hij werd niet meer bedreigd. Aan de kop bleef het echter spannend tot vlak voor de finish, toen Nieto te veel risico nam en in zijn val ook Bianchi raakte. Bianchi raakte op zijn beurt de planken langs de baan en stond omgekeerd, maar wist zijn machine bliksemsnel om te keren en langs Nieto naar de streep te rijden. Nieto werd wel nog tweede. 
Zweden, Anderstorp
In Zweden kreeg Ángel Nieto eindelijk, als mosterd na de maaltijd, de nieuwe Bultaco. Pier Paolo Bianchi was immers al vrijwel zeker van de wereldtitel. Die maakte er dan ook een saaie race van, op flinke afstand achter Nieto en enkele seconden voor Eugenio Lazzarini. Met nog twee wedstrijden te gaan was Pier Paolo Bianchi niet meer in te halen. 
Finland, Imatra
Hoewel Jean-Louis Guignabodet even de leiding nam in Finland, werd hij al meteen ingehaald door Pier Paolo Bianchi, terwijl Nieto al direct merkte dat er iets mis was met zijn gaskabel. Zijn teamgenoot Ricardo Tormo reed voor het eerst op de 125cc-machine, maar viel uit. Lazzarini kon Bianchi schijnbaar nog een tijdje volgen, maar uiteindelijk won Bianchi met een ruime voorsprong op Lazzarini toen die een oververhitte motor kreeg. Lazzarini had toch nog ruim een minuut voorsprong op derde man Guignabodet. 
Groot-Brittannië, Silverstone
De 125cc-klasse was de eerste die ooit een start in de Britse Grand Prix meemaakte, maar die start verliep niet vlekkeloos. 35 Seconden nadat het bord "1 Minute" was getoond sprong het licht op groen en veel coureurs hadden hun machine nog niet eens in de versnelling staan. Harald Bartol had dan ook niets aan zijn poleposition, want hij was als een van de laatsten weg. Eugenio Lazzarini leek te gaan winnen, maar na een klein vastlopertje moest hij genoegen nemen met de tweede plaats achter Pier Luigi Conforti, die tot zijn eigen verbazing zijn eerste Grand Prix won. Guignabodet werd met zijn privé-Morbidelli derde.

### Uitslagen 125 cc
|    | Datum      | Race                    | Circuit           | 1e                 | 2e                 | 3e                     | Poleposition       | Snelste ronde      |
| -- | ---------- | ----------------------- | ----------------- | ------------------ | ------------------ | ---------------------- | ------------------ | ------------------ |
| 1  | 20 mrt     | GP van Venezuela        | San Carlos        | Ángel Nieto        | Toni Mang          | Iván Palazzese         | Ángel Nieto        | Ángel Nieto        |
| 2  | 1 mei      | GP van Oostenrijk       | Salzburgring      | Eugenio Lazzarini  | Pier Paolo Bianchi | Harald Bartol          | Ángel Nieto        | Eugenio Lazzarini  |
| 3  | 8 mei      | GP van Duitsland        | Hockenheim        | Pier Paolo Bianchi | Eugenio Lazzarini  | Toni Mang              | Eugenio Lazzarini  | Pier Paolo Bianchi |
| 4  | 15 mei     | GP des Nations          | Imola             | Pier Paolo Bianchi | Eugenio Lazzarini  | Maurizio Massimiani    | Pier Paolo Bianchi | Pier Paolo Bianchi |
| 5  | 22 mei     | GP van Spanje           | Jarama            | Pier Paolo Bianchi | Eugenio Lazzarini  | Jean-Louis Guignabodet | Pier Paolo Bianchi | Pier Paolo Bianchi |
| 6  | 29 mei     | GP van Frankrijk        | Paul Ricard       | Pier Paolo Bianchi | Eugenio Lazzarini  | Harald Bartol          | Pier Paolo Bianchi | Pier Paolo Bianchi |
| 7  | 19 juni    | GP van Joegoslavië      | Opatija           | Pier Paolo Bianchi | Ángel Nieto        | Maurizio Massimiani    | Pier Paolo Bianchi | Pier Paolo Bianchi |
| 8  | 25 juni    | TT van Assen            | Assen             | Ángel Nieto        | Harald Bartol      | Gert Bender            | Pier Paolo Bianchi | Ángel Nieto        |
| 9  | 3 juli     | GP van België           | Spa-Francorchamps | Pier Paolo Bianchi | Ángel Nieto        | Toni Mang              | Pier Paolo Bianchi | Ángel Nieto        |
| 10 | 23-24 juli | GP van Zweden           | Anderstorp        | Ángel Nieto        | Pier Paolo Bianchi | Eugenio Lazzarini      | Pier Paolo Bianchi | Eugenio Lazzarini  |
| 11 | 31 juli    | GP van Finland          | Imatra            | Pier Paolo Bianchi | Eugenio Lazzarini  | Jean-Louis Guignabodet | Pier Paolo Bianchi | Pier Paolo Bianchi |
| 12 | 14 aug     | GP van Groot-Brittannië | Silverstone       | Pierluigi Conforti | Eugenio Lazzarini  | Jean-Louis Guignabodet | Pierluigi Conforti | Eugenio Lazzarini  |

### Eindstand 125 cc
| Pos. | Coureur                | Motorfiets              | Ptn. |
| ---- | ---------------------- | ----------------------- | ---- |
| 1    | Pier Paolo Bianchi     | Morbidelli              | 131  |
| 2    | Eugenio Lazzarini      | Morbidelli              | 105  |
| 3    | Ángel Nieto            | Bultaco                 | 80   |
| 4    | Jean-Louis Guignabodet | Morbidelli              | 62   |
| 5    | Toni Mang              | Morbidelli              | 55   |
| 6    | Gert Bender            | Bender                  | 38   |
| 7    | Harald Bartol          | Morbidelli              | 32   |
| 8    | Hans Müller            | Morbidelli              | 32   |
| 9    | Stefan Dörflinger      | Morbidelli              | 32   |
| 10   | Pierluigi Conforti     | Morbidelli              | 30   |
| 11   | Maurizio Massimiani    | Morbidelli              | 22   |
| 12   | Giovanni Ziggiotto (†) | Morbidelli              | 21   |
| 13   | Julien van Zeebroeck   | Morbidelli / Motobécane | 20   |
| 14   | Per-Edvard Carlsson    | Morbidelli              | 14   |
| 15   | Ermanno Giuliano       | Morbidelli              | 11   |
| 16   | Iván Palazzese         | Morbidelli              | 10   |
| 17   | Sauro Pazzaglia        | Morbidelli              | 9    |
| 18   | Rino Pretelli          | Morbidelli              | 8    |

| Pos. | Coureur           | Motorfiets | Ptn. |
| ---- | ----------------- | ---------- | ---- |
| 19   | Claudio Lusuardi  | Morbidelli | 8    |
| 20   | Willy Pérez       | Yamaha     | 7    |
| 21   | Matti Kinnunen    | Morbidelli | 7    |
| 22   | Thierry Noblesse  | Morbidelli | 6    |
| 23   | Johann Parzer     | Morbidelli | 5    |
| 24   | Rolf Blatter      | Morbidelli | 5    |
|      | Cees van Dongen   | Morbidelli | 5    |
|      | Benga Johansson   | Morbidelli | 5    |
| 27   | Rafael Olavarria  | Yamaha     | 4    |
|      | János Drapál      | Morbidelli | 4    |
|      | Horst Seel        | Seel       | 4    |
|      | Thierry Espié     | Motobécane | 4    |
| 31   | Werner Schmied    | Rotax      | 3    |
| 32   | Jan Huberts       | Morbidelli | 2    |
|      | Patrick Plisson   | Morbidelli | 2    |
| 34   | Pieraldo Cipriani | Morbidelli | 1    |
|      | Jorge Navarrete   | Bultaco    | 1    |
|      | Enrico Cereda     | Morbidelli | 1    |

### Constructeurstitel 125cc
| Pos. | Constructeur | Ptn. |
| ---- | ------------ | ---- |
| 1    | Morbidelli   | 171  |
| 2    | Bultaco      | 83   |
| 3    | Yamaha       | 5    |

## 50cc-klasse

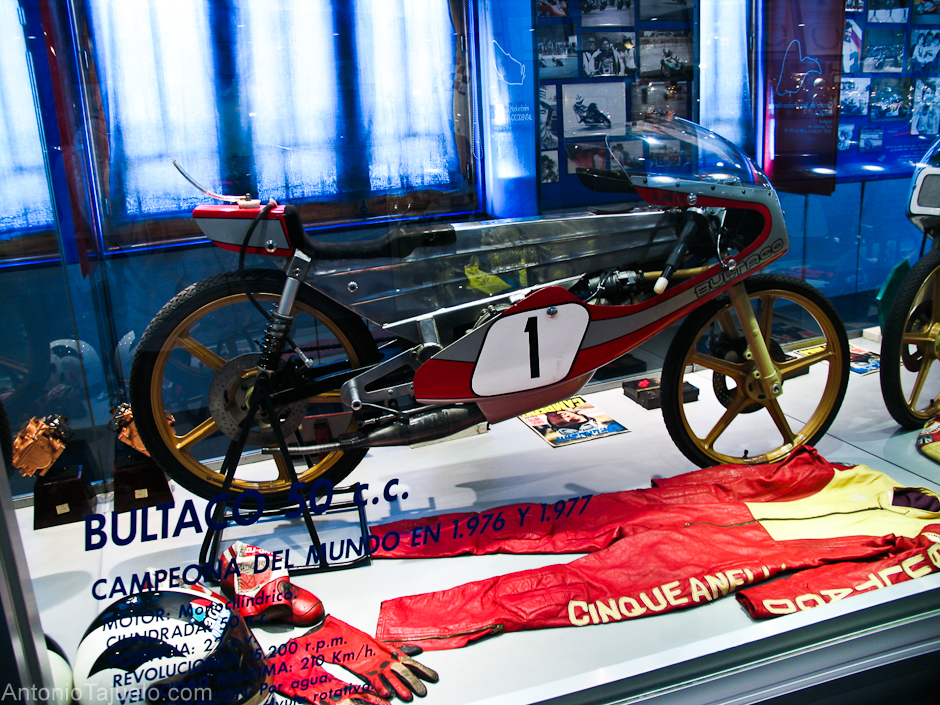
Door tijdgebrek moest de Bultaco 50cc-racer uit 1976 ook in 1977 worden gebruikt.

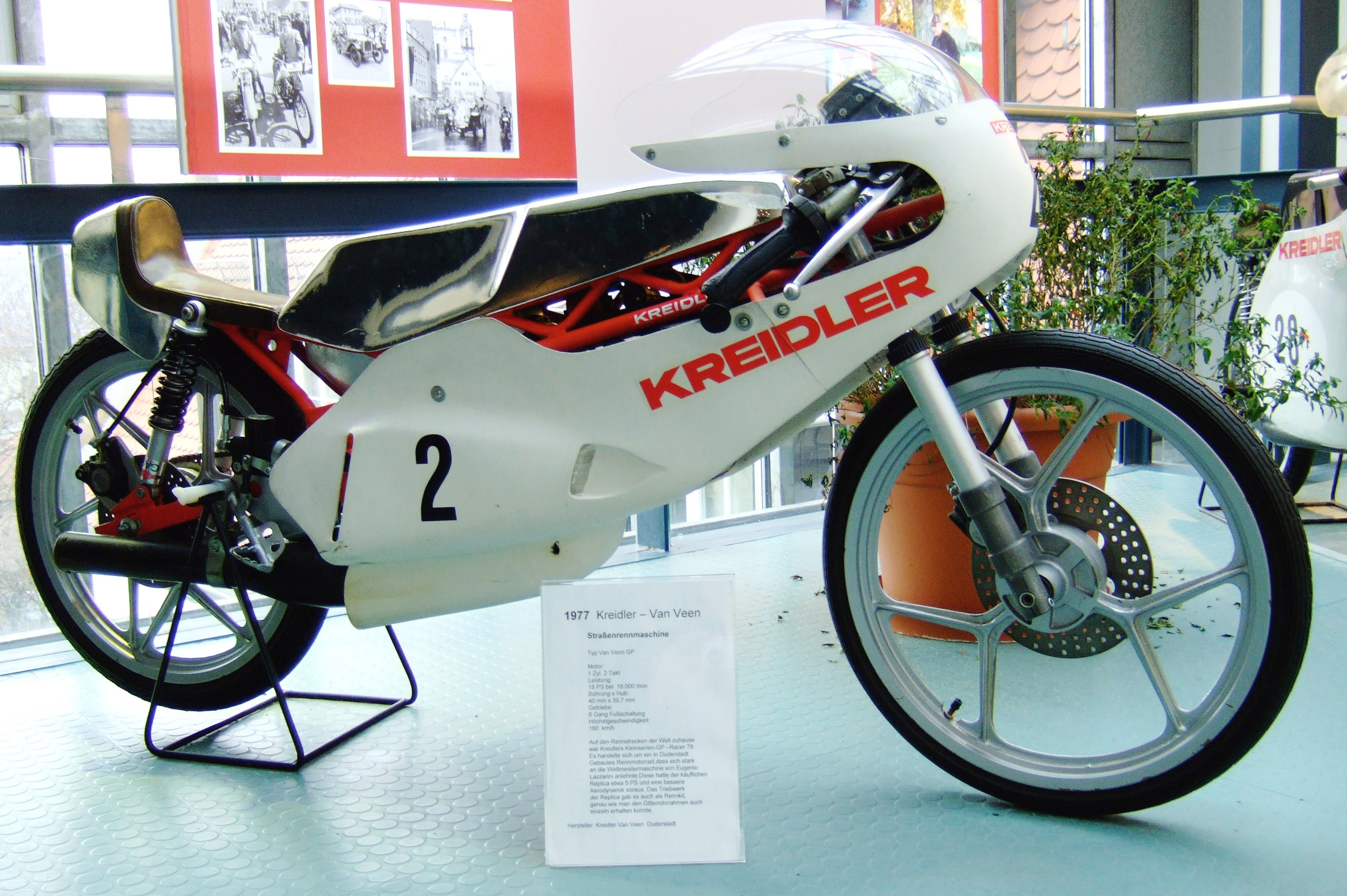
Van Veen-Kreidler uit 1977

Net als in 1976 waren de machines van Bultaco niet op tijd klaar voor het begin van het seizoen. Bovendien besloot de firma Van Veen weer motorblokjes ter beschikking te stellen aan enkele rijders: Herbert Rittberger en Eugenio Lazzarini. Toch waren de Bultaco-coureurs Ángel Nieto en Ricardo Tormo over het algemeen wel sneller dan de concurrentie en uiteindelijk eindigden ze als eerste en derde in het 50cc-wereldkampioenschap, dat slechts zeven wedstrijden kende. 
Duitsland, Hockenheim
De 50cc-klasse kwam pas in Hockenheim voor het eerst aan de start. De race begon in de stromende regen en er vormde zich een kopgroep bestaande uit thuisrijder Herbert Rittberger, Eugenio Lazzarini (beiden op Van Veen-Kreidlers) en Ángel Nieto op de Bultaco. In de voorlaatste ronde viel Nieto in de Sachskurve, maar hij wist de derde plaats te behouden. Rittberger won de race, Lazzarini werd tweede.
Nations GP, Imola
In Imola startte Lazzarini slecht, waardoor de Bultaco-rijders Nieto en Ricardo Tormo de leiding namen. Lazzarini stelde echter al snel orde op zaken en Nieto moest zelfs Tormo voor laten gaan. 
Spanje, Jarama
In Spanje vertrokken de Bultaco-rijders Ángel Nieto en Ricardo Tormo als snelste, maar Tormo moest uiteindelijk buigen voor de druk van Eugenio Lazzarini en genoegen nemen met de derde plaats. 
Joegoslavië, Opatija
Nieto trainde als snelste in Opatija en leidde de race ook van start tot finish. Ulrich Graf was aanvankelijk tweede, maar werd ingehaald door Nieto's teamgenoot Ricardo Tormo. Graf verongelukte echter terwijl hij op de derde plaats lag en daardoor eindigde Patrick Plisson met zijn ABF op als derde. 
Nederland, Assen
In Assen wilde het Van Veen-team de thuisoverwinning en daarom werden Herbert Rittberger en Eugenio Lazzarini ondersteund door Juup Bosman, Stefan Dörflinger en Julien van Zeebroeck, die allemaal een Van Veen-blokje hadden gekregen. Bosman haalde de start niet eens (kapotte bobine) en van Zeebroeck's Kreidler was na de eerste ronde al te warm gelopen. Cees van Dongen nam de kopstart vanaf de dertiende positie, maar zijn Kreidler verloor toeren en hij moest uiteindelijk opgeven. Al in het begin was hij gepasseerd door Lazzarini en Nieto, die tot de vierde ronden om de leiding vochten. Toen ging Nieto Lazzarini voorbij en hij begon weg te lopen. Ricardo Tormo passeerde Lazzarini ook, maar moest toch toestaan dat Nieto met 27 seconden voorsprong won. Het leek er zelfs op dat Lazzarini vijfde zou worden, want hij werd ook nog ingehaald door Herbert Rittberger en Stefan Dörflinger, maar die laatste kon hij nog terugpakken. 
België, Spa-Francorchamps
Ondanks het feit dat Rittberger in Assen vóór Lazzarini was geëindigd, had die laatste nog een betere kans op de wereldtitel. In Spa-Francorchamps reed Rittberger daarom in dienst van zijn teamgenoot. Hij leidde het grootste deel van de race maar liet de overwinning aan Rittberger, terwijl hij Nieto op de derde plaats wist te houden. Nieto was teruggevallen van de eerste plaats door een losgeschoten kabeltje, dat hij weliswaar rijdend wist te herstellen, maar toen lag hij inmiddels zesde. 
Zweden, Anderstorp
De wereldtitel kon Ángel Nieto bijna niet meer ontgaan, en daarom werd de snelste Bultaco in Zweden aan Ricardo Tormo gegeven. Die kon dan de punten scoren om de constructeurstitel zeker te stellen en Nieto had aan het volgen van concurrent Eugenio Lazzarini genoeg om de titel binnen te halen. Tormo won zijn Grand Prix want hij was bij de start als eerste weg en kon niet meer worden ingehaald. Nieto volgde Lazzarini inderdaad, maar een paar ronden voor de streep ging hij hem toch voorbij om de tweede plaats te grijpen. 

### Uitslagen 50 cc
|   | Datum      | Race               | Circuit           | 1e                 | 2e                 | 3e                 | Poleposition      | Snelste ronde      |
| - | ---------- | ------------------ | ----------------- | ------------------ | ------------------ | ------------------ | ----------------- | ------------------ |
| 1 | 8 mei      | GP van Duitsland   | Hockenheim        | Herbert Rittberger | Eugenio Lazzarini  | Ángel Nieto        | Ángel Nieto       | Herbert Rittberger |
| 2 | 15 mei     | GP des Nations     | Imola             | Eugenio Lazzarini  | Ricardo Tormo      | Ángel Nieto        | Eugenio Lazzarini | Eugenio Lazzarini  |
| 3 | 22 mei     | GP van Spanje      | Jarama            | Ángel Nieto        | Eugenio Lazzarini  | Ricardo Tormo      | Ángel Nieto       | Eugenio Lazzarini  |
| 4 | 19 juni    | GP van Joegoslavië | Opatija           | Ángel Nieto        | Ricardo Tormo      | Patrick Plisson    | Ángel Nieto       | Ángel Nieto        |
| 5 | 25 juni    | TT van Assen       | Assen             | Ángel Nieto        | Ricardo Tormo      | Herbert Rittberger | Eugenio Lazzarini | Eugenio Lazzarini  |
| 6 | 3 juli     | GP van België      | Spa-Francorchamps | Eugenio Lazzarini  | Herbert Rittberger | Ángel Nieto        | Ángel Nieto       | Eugenio Lazzarini  |
| 7 | 23-24 juli | GP van Zweden      | Anderstorp        | Ricardo Tormo      | Ángel Nieto        | Eugenio Lazzarini  | Eugenio Lazzarini | Ricardo Tormo      |

### Eindstand 50 cc
| Pos. | Coureur                | Motorfiets        | Ptn. |
| ---- | ---------------------- | ----------------- | ---- |
| 1    | Ángel Nieto            | Bultaco           | 87   |
| 2    | Eugenio Lazzarini      | Van Veen-Kreidler | 72   |
| 3    | Ricardo Tormo          | Bultaco           | 69   |
| 4    | Herbert Rittberger     | Van Veen-Kreidler | 53   |
| 5    | Patrick Plisson        | ABF               | 26   |
| 6    | Stefan Dörflinger      | Kreidler          | 24   |
| 7    | Jean-Louis Guignabodet | Morbidelli        | 14   |
| 8    | Hans-Jürgen Hummel     | Kreidler          | 11   |
| 9    | Julien van Zeebroeck   | Kreidler          | 10   |
| 10   | Ramón Galí             | Derbi             | 10   |
| 11   | Ulrich Graf (†)        | Kreidler          | 9    |
| 12   | Hagen Klein            | Kreidler          | 9    |
| 13   | Cees van Dongen        | Kreidler          | 8    |
| 14   | Theo Timmer            | Kreidler          | 8    |
| 15   | Aldo Pero              | Kreidler          | 7    |

| Pos. | Coureur            | Motorfiets | Ptn. |
| ---- | ------------------ | ---------- | ---- |
| 16   | Günter Schirnhofer | Kreidler   | 7    |
| 17   | Rolf Blatter       | Kreidler   | 6    |
| 18   | Rudolf Kunz        | Kreidler   | 5    |
|      | Claudio Lusuardi   | Lusuardi   | 5    |
| 20   | Wolfgang Müller    | Kreidler   | 4    |
| 21   | Engelbert Kip      | Kreidler   | 3    |
|      | Adrijan Bernetic   | Tomos      | 3    |
| 23   | Ingo Emmerich      | Kreidler   | 2    |
|      | Ezio Mischiatti    | Derbi      | 2    |
|      | Charles Dumont     | Kreidler   | 2    |
|      | Lennart Lundgren   | Kreidler   | 2    |
| 27   | Jacky Hutteau      | ABF        | 1    |
|      | Jorge Navarrete    | Derbi      | 1    |
|      | Peter Looijesteijn | Kreidler   | 1    |
|      | Juup Bosman        | Kreidler   | 1    |

### Constructeurstitel 50cc
| Pos. | Constructeur | Ptn. |
| ---- | ------------ | ---- |
| 1    | Bultaco      | 92   |
| 2    | Morbidelli   | 14   |
| 3    | Derbi        | 12   |

## Zijspanklasse
De zo succesvolle König tweetakt-boxermotor werd in 1977 vrijwel geheel verdrongen door 500cc-motoren van Yamaha, soms Yamaha TZ 500's, soms tot 500 cc teruggebrachte Yamaha TZ 750's. De Yamaha-motor was weliswaar zwaarder, maar leverde een constanter en minder piekerig vermogen, hij was betrouwbaarder en onderdelen waren makkelijk te krijgen. Rolf Biland moest noodgedwongen zijn snelle Seymaz-Yamaha verkopen aan George O'Dell, maar met zijn goedkopere Schmid-Yamaha was hij vaak sneller dan O'Dell. Die laatste had ook nog een combinatie met een Windle-rijwielgedeelte. Die kon hij goed gebruiken toen hij in de training van Tsjecho-Slowakije zijn snelste machine in de soep reed. Alain Michel bouwde zijn GEP-Yamaha met veel techniek uit de autoracerij, met name de wielophanging en Rudi Kurth's CAT-Yamaha had een meesturend zijspanwiel, maar speelde geen rol in het WK. 
Oostenrijk, Salzburgring
Omdat veel 500cc-coureurs weigerden te rijden liet de organisatie in Oostenrijk de zijspanklasse eerder rijden, waardoor ze nu eens niet het sluitstuk van de dag was. Rolf Biland en Kenny Williams hadden met hun Schmid-Yamaha veruit als snelste getraind, maar startten slecht. Daardoor werd de kopgroep aanvankelijk gevormd door Alain Michel/Gérard Lecorre (GEP-Yamaha) en George O'Dell/Kenny Arthur (Windle-Yamaha). Wereldkampioen Rolf Steinhausen viel al snel uit. Biland wist iedereen nog in te halen en won de race, gevolgd door O'Dell/Arthur en Michel/Lecorre. 
Duitsland, Hockenheim
In Hockenheim startte de zijspanklasse op een droge baan, zodat iedereen slicks monteerde. Het begon echter al snel weer te regenen waardoor de meesten een pitstop maakten om regenbanden te monteren. Ondanks wat glijpartijen in de bochten was de combinatie Biland/Williams veruit de snelste. Max Venus en Norbert Bittermann werden met een König tweede en O'Dell/Arthur werden derde. 
Frankrijk, Paul Ricard
In Frankrijk had Rolf Steinhausen zijn König-blok vervangen door een Yamaha. Omdat bakkenist Josef Huber bij een verkeersongeval gewond was geraakt had hij een vervanger: Erich Haselbeck, de bakkenist van Otto Haller. Deze noodoplossing werkte echter niet: nieuwe motor, nieuwe bakkenist en regen in de trainingen beletten Steinhausen zich te kwalificeren voor de race. Biland/Williams waren uiteraard favoriet, maar zij moesten al na de eerste ronde naar de pit en later zelfs helemaal opgeven. Daardoor werd een kleine mijlpaal mogelijk: de eerste Franse overwinning in de zijspanklasse van Alain Michel en Gérard Lecorre. O'Dell/Arthur werden tweede en Helmut Schilling/Rainer Gundel (ARO-Yamaha) werden derde. O'Dell nam met zijn tweede plaats de leiding in het wereldkampioenschap over van Biland. 
Nederland, Assen
In Assen startten Werner Schwärzel/Andreas Huber met hun ARO-Fath als snelsten, gevolgd door George O'Dell met zijn nieuwe bakkenist Cliff Holland (eerder passagier van Dick Greasley). O'Dell begon als leider aan de tweede ronde, maar viel uit doordat een framebuis verboog waardoor zijn achterwiel het motorblok raakte. Na zeven ronden hadden Biland/Williams de leiding weer te pakken om ze niet meer af te staan. Michel/Lecorre werden tweede en Schwärzel/Huber derde. 
België, Spa-Francorchamps
Van de tien ronden die er in België gereden moesten worden lagen Rolf Steinhausen en Josef Huber er negen aan de leiding. Pas in de slotfase kwamen Schwärzel/Andreas Huber voorbij. Zij hadden tot dat moment gevochten met Biland/Williams, maar die vielen uit door afgebroken bouten in de cilinderkop. O'Dell/Holland finishten als derde. 
Tsjecho-Slowakije, Brno
Voor aanvang van de Tsjechische GP was de strijd in de zijspanklasse nog volledig open: Biland had 45 punten, O'Dell 44 en Michel 41. O'Dell reed in de trainingen zijn nieuwe combinatie total loss en moest met de oude, langzamere Windle-Yamaha starten. Schwärzel/Huber trainden als snelsten. Kenny Arthur, de voormalige bakkenist van George O'Dell, zat nu in het zijspan van Hermann Schmid en zij trainden de tweede tijd. Schwärzel reed in de race tot aan de laatste ronde aan de leiding, maar plotseling stond zijn ARO-Fath stil, volgens één lezing door een kapotte versnellingsbak, volgens een andere door brandstofgebrek. Daardoor wonnen Rolf Steinhausen en Wolfgang Kalauch. Siegfried Schauzu/Lorenzo Puzo werden tweede, maar omdat Rolf Biland een pitstop moest maken wegens een losse accukabel wisten O'Dell/Holland toch nog derde te worden. Daardoor namen ze de leiding in het WK over: ze hadden 54 punten, Biland had er 53. Daardoor was de zijspanklasse niet alleen de enige klasse die met nog één GP te gaan nog onbeslist was, ze was ook nog spannend. Alain Michel had zelfs nog een - theoretische - kans op de titel.
Groot-Brittannië, Silverstone
De beslissing moest dus in Silverstone vallen. Voor O'Dell gold dat hij slechts vóór Biland hoefde te finishen om wereldkampioen te worden. Op de natte baan nam hij dan ook niet te veel risico's en hij liet de overwinning aan Werner Schwärzel, die al vanaf de start de koppositie had. Rolf Steinhausen werd tweede en O'Dell derde. Rolf Biland moest noodgedwongen op opgesneden slicks starten. Na de montage van die banden had hij de sterkst mogelijke borgvloeistof voor de wielmoeren gebruikt en toen de lucht begon te betrekken kreeg hij zijn wielen met geen mogelijkheid meer los. Hij werd slechts achtste. De wereldtitel was dus voor George O'Dell/Kenny Arthur/Cliff Holland. Biland/Williams eindigden als tweede en Schwärzel/Huber als derde.

### Uitslagen zijspanklasse
|   | Datum   | Race                     | Circuit           | 1e                                  | 2e                                  | 3e                               | Poleposition                     | Snelste ronde                       |
| - | ------- | ------------------------ | ----------------- | ----------------------------------- | ----------------------------------- | -------------------------------- | -------------------------------- | ----------------------------------- |
| 1 | 1 mei   | GP van Oostenrijk        | Salzburgring      | Rolf Biland / Kenneth Williams      | George O'Dell / Kenny Arthur        | Alain Michel / Gérard Lecorre    | Rolf Biland / Kenneth Williams   | Rolf Biland / Kenneth Williams      |
| 2 | 8 mei   | GP van Duitsland         | Hockenheim        | Rolf Biland / Kenneth Williams      | Max Venus / Norbert Bittermann      | George O'Dell / Kenny Arthur     | Rolf Biland / Kenneth Williams   | Rolf Biland / Kenneth Williams      |
| 3 | 29 mei  | GP van Frankrijk         | Paul Ricard       | Alain Michel / Gérard Lecorre       | George O'Dell / Kenny Arthur        | Helmut Schilling / Rainer Gundel | Rolf Biland / Kenneth Williams   | Alain Michel / Gérard Lecorre       |
| 4 | 25 juni | TT van Assen             | Assen             | Rolf Biland / Kenneth Williams      | Alain Michel / Gérard Lecorre       | Werner Schwärzel / Andreas Huber | Rolf Biland / Kenneth Williams   | Rolf Biland / Kenneth Williams      |
| 5 | 3 juli  | GP van België            | Spa-Francorchamps | Werner Schwärzel / Andreas Huber    | Rolf Steinhausen / Wolfgang Kalauch | George O'Dell / Cliff Holland    | Werner Schwärzel / Andreas Huber | Rolf Steinhausen / Wolfgang Kalauch |
| 6 | 7 aug   | GP van Tsjecho-Slowakije | Masaryk-Ring      | Rolf Steinhausen / Wolfgang Kalauch | Siegfried Schauzu / Lorenzo Puzo    | George O'Dell / Cliff Holland    | Werner Schwärzel / Andreas Huber | Werner Schwärzel / Andreas Huber    |
| 7 | 14 aug  | GP van Groot-Brittannië  | Silverstone       | Werner Schwärzel / Andreas Huber    | Rolf Steinhausen / Wolfgang Kalauch | George O'Dell / Cliff Holland    | Rolf Biland / Kenneth Williams   | Werner Schwärzel / Andreas Huber    |

### Eindstand zijspanklasse
| Pos. | Coureur               | Bakkenist                                            | Motorfiets                    | Ptn. |
| ---- | --------------------- | ---------------------------------------------------- | ----------------------------- | ---- |
| 1    | George O'Dell         | Kenny Arthur en Cliff Holland                        | Windle-Yamaha / Seymaz-Yamaha | 64   |
| 2    | Rolf Biland           | Kenneth Williams                                     | Schmid-Yamaha                 | 56   |
| 3    | Werner Schwärzel      | Andreas Huber                                        | ARO-Fath                      | 46   |
| 4    | Rolf Steinhausen      | Josef Huber, Erich Haselbeck en Wolfgang Kalauch     | Busch-König / Busch-Yamaha    | 44   |
| 5    | Alain Michel          | Gérard Lecorre                                       | GEP-Yamaha                    | 41   |
| 6    | Göte Brodin           | Bengt Forsberg en Per-Erik Wickström                 | Yamaha                        | 38   |
| 7    | Helmut Schilling (†)  | Rainer Gundel                                        | ARO-Yamaha                    | 29   |
| 8    | Dick Greasley         | Mick Skeels                                          | Yamaha                        | 23   |
| 9    | Siegfried Schauzu     | Hartmut Schimanski, Wolfgang Kalauch en Lorenzo Puzo | Yamaha                        | 20   |
| 10   | Bruno Holzer          | Karl Meierhans                                       | LCR-Yamaha                    | 18   |
| 11   | Max Venus             | Norbert Bittermann                                   | König                         | 13   |
| 12   | Hermann Schmid        | Martial Jean-Petit-Matile en Kenny Arthur            | Schmid-Yamaha                 | 12   |
| 13   | Jean-François Monnin  | Edouard Weber                                        | Seymaz-Yamaha                 | 10   |
| 14   | Malcolm Hobson        | Stuart Collins                                       | Yamaha / Suzuki               | 10   |
| 15   | Walter Ohrmann        | Bernd Grube                                          | König                         | 7    |
| 16   | Cees Smit             | Jan Smit                                             | König                         | 7    |
| 17   | Heinz Luthringshauser | Hermann Hahn                                         | Krauser-BMW                   | 5    |
| 18   | Amedeo Zini           | Andrea Fornaro                                       | König                         | 5    |
| 19   | Mick Boddice          | Chas Birks                                           | Yamaha                        | 4    |
| 20   | Yvan Trolliet         | Pierre Muller                                        | Yamaha                        | 4    |
| 21   | Ted Jansen            | Erich Schmitz                                        | Yamaha                        | 3    |
| 22   | Herbert Prügl         | Johann Kussberger                                    | Rotax                         | 1    |
|      | Kurt Jelonek          | Volker Rieß                                          | König                         | 1    |
|      | Gustav Pape           | Franz Kallenberg                                     | König                         | 1    |

### Constructeurstitel zijspanklasse
| Pos. | Constructeur  | Ptn. |
| ---- | ------------- | ---- |
| 1    | Yamaha        | 99   |
| 2    | Schmid-Yamaha | 12   |

## Trivia
- Bernard Garcia, de bakkenist van Alain Michel, verdween plotseling uit beeld. Officieel omdat hij zich in het zijspan niet meer op zijn gemak voelde, onofficieel omdat hij een scheve schaats had gereden met andermans echtgenote en zich niet meer in het rennerskwartier durfde te vertonen.
- Alex George keerde van de GP van Oostenrijk terug met been- en polsletsel en een flinke hoofdpijn. Hij legde zich te rusten in de caravan, terwijl de auto bestuurd werd door zijn monteur Lionel Angel. Het geheel stuiterde behoorlijk en George besloot bij een stop uit de caravan te stappen en weer in de auto te gaan zitten. Zijn monteur zag hem echter niet uitstappen en reed weer weg, Alex George in T-shirt en broek zonder geld achterlatend. Gelukkig reed de monteur vervolgens verkeerd, waardoor hij de plaats waar George was uitgestapt nog eens passeerde. Lionel Angel bracht zijn coureurs overigens weinig geluk: later in het seizoen stapte hij over naar Chas Mortimer en toen strandde hij onderweg van Finland naar Tsjecho-Slowakije met bus en caravan in Zweden. Nu was er een wiel van de caravan gebroken terwijl Lionel's broer Robin erin lag te slapen. Mortimer kon niet starten in Brno.
- Bij dezelfde Grand Prix raakte Patrick Fernandez ernstig gewond, maar hij bleef bij bewustzijn. Dat redde zijn leven, want hij kon de artsen vertellen dat hij buikpijn had, waardoor een gescheurde darm werd ontdekt. Als dat niet was gebeurd zou hij waarschijnlijk door inwendige bloedingen zijn overleden.
- Jon Ekerold won de Franse 250cc-GP, maar het Volkslied van Zuid-Afrika was niet beschikbaar. Als geste naar zijn sponsor Opstalan liet Ekerold toen het Wilhelmus maar spelen.
- Bij de volgende Grand Prix (Joegoslavië) mocht Alan North, die inmiddels aan de leiding van het wereldkampioenschap stond, niet starten vanwege zijn Zuid-Afrikaanse paspoort en de Apartheidspolitiek. Zijn landgenoten Jon Ekerold en Kork Ballington ontsprongen de dans omdat ze ook nog een Noors resp. Brits paspoort hadden.
- Tijdens de trainingen in Finland hielpen de baancommissarissen de gevallen Jean Philippe Orban van de baan, maar tot hun verbazing viel hij enkele momenten later opnieuw op dezelfde plaats. Dit keer betrof het echter Stu Avant, die een race-overall van Orban had geleend en waar dus ook de naam "Orban" achterop stond.